# Quarto di Santa Giusta
Il Quarto di Santa Giusta (precedentemente San Giorgio) è uno dei quattro quarti dell'Aquila; quarto forconese, fa riferimento al quadrante sud-orientale della città.

## Blasonatura e stemma
Il Quarto è caratterizzato dal colore verde e il suo stemma occupa il terzo quadrante del gonfalone cittadino. Il simbolo è d'argento con una croce di rosso.

## Storia

### Caratteristiche dei Quarti dalla fondazione

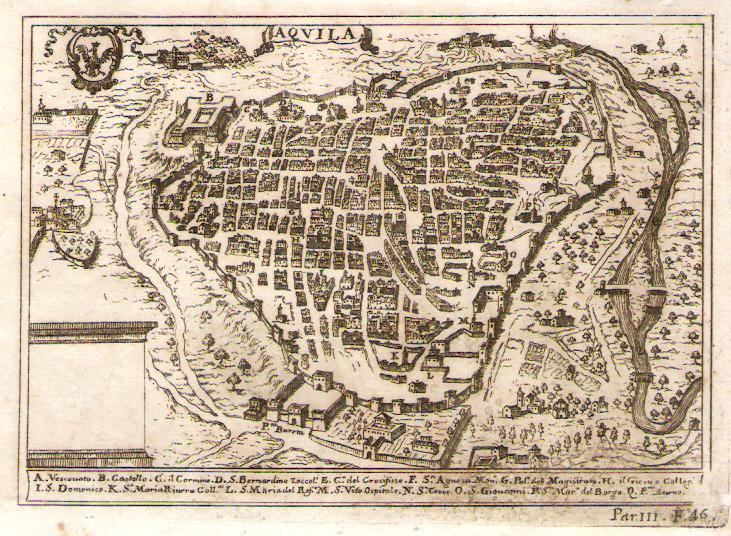
Veduta in carta della città dell'Aquila prima del terremoto del 1703, opera di Giovan Battista Pacichelli.

Un caso eccezionale in Abruzzo nell'ambito storico e artistico-architettonico, è la fondazione dell'Aquila nel 1254 circa, come descrive la Cronica in versi di Buccio di Ranallo. Infatti una consistente parte del romanico abruzzese, presente soprattutto nelle chiese della Valle d'Aterno, del Gran Sasso, della piana di Navelli, della Valle Subequana, della Piana del Cavaliere e anche della Valle Peligna, dove lo stile aquilano si incontrò con quello sulmontino-casauriense, è proprio legata allo sviluppo artistico aquilano, che nel difficile percorso di affermazione, a causa delle varie ricostruzioni per terremoti, riuscì a consolidare un modello base per una consistente parte delle architetture religiose. Insomma il romanico delle chiese di Acciano, Assergi, Fontecchio, Navelli, Bominaco, Castel di Ieri, Castelvecchio Subequo sarebbe stato diverso dalla matrice aquilana che lo plasmò, e si sarebbe diffuso con un influsso più umbro o marchigiano; per cui le vicende dell'arte romanica aquilana, che già di per sé è un originale compendio di questo periodo e del gotico, esempio unico nel centro Italia, racchiuso come sostengono gli studiosi nella facciata della basilica di Santa Maria di Collemaggio. Per cui fu determinante la fondazione della città, e soprattutto assai originale la ripartizione in "locali" e "cantoni" nei quartieri storici.
Con diploma di Corrado IV di Svevia, figlio di Federico II, la città nuova venne fondata presso il villaggio di Acculi, oggi nel rione Borgo Rivera, presso la fontana delle 99 cannelle; il permesso venne accordato a feudatari, contadini e artigiani stanchi delle vessazioni dei signorotti dei diversi castelli che popolavano la conca amiternina, quali Bagno, Assergi, Paganica, Roio, Arischia, Sassa. Benché la conca aquilana fosse da secoli abitata come dimostrano le città romane di Amiternum e Forcona, che condividevano anche la sede vescovile, a causa della tesa situazione politica del governo svevo sull'Abruzzo, e della relativa vicinanza di Amiterno ai territori pontifici, venne definito un programma di costruzione della nuova città, con un'area cinta da mura di guardia, e ripartita in rioni con cantoni e locali, ossia il pezzo di terra colonica dove i cittadini avrebbero eretto le case, i palazzi di guardia e le chiese. Il progetto fu assai originale, anche se della città originaria non si sa quasi nulla a causa della distruzione di Manfredi di Svevia nel 1259 per ribellione; mentre dai documenti di Carlo I d'Angiò che volle fortemente la rinascita della città nel 1265, si desume con chiarezza il piano di scansione dei vari cantoni e dei quartieri.
I quarti dell'Aquila, legati in parte con i locali agli antichi castelli (la leggenda vuole fossero 99), vennero suddivisi nel 1276, e sono ancora oggi il San Giorgio (o Santa Giusta), Santa Maria, San Pietro e San Giovanni d'Amiterno (o anche San Marciano). 

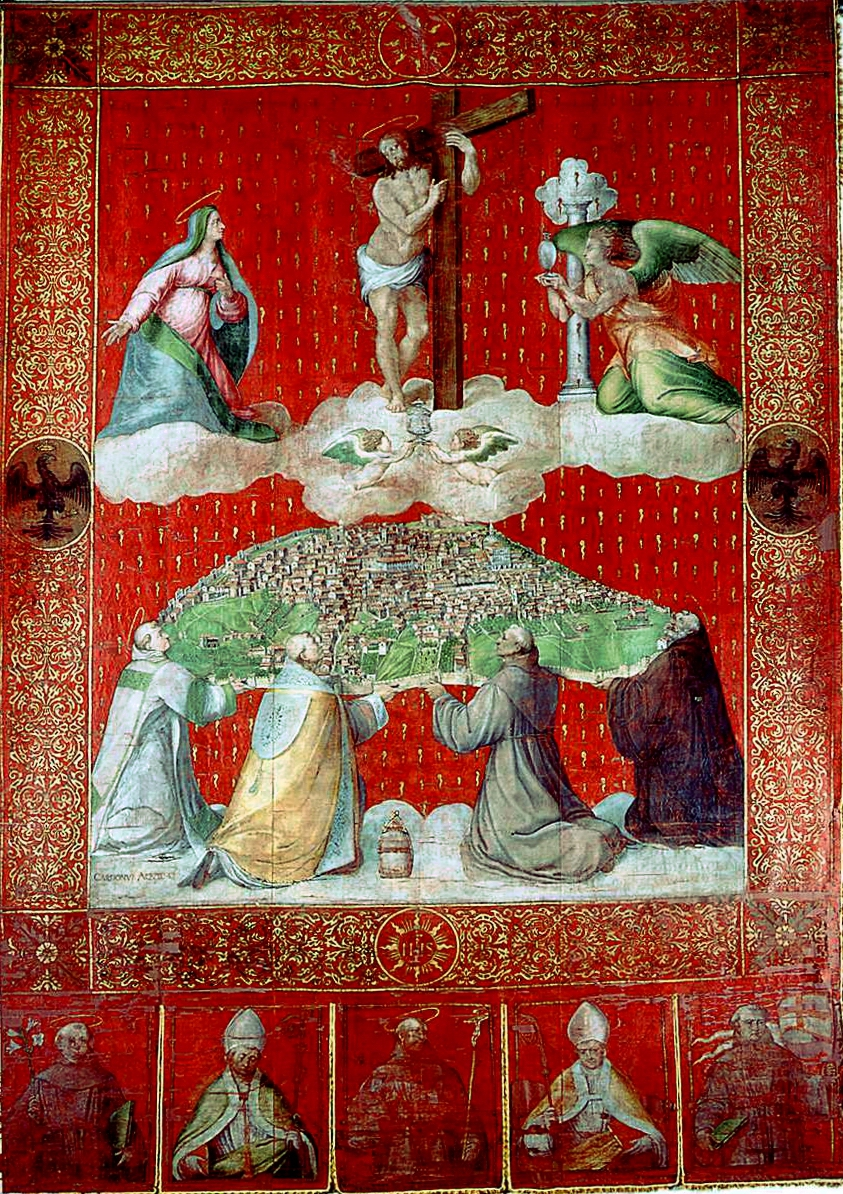
Il Gonfalone dell'Aquila, opera di Giovanni Paolo Cardone, i monaci Osservanti nel piano basso reggono la città dell'Aquila, com'era prima del terremoto del 1703

Il primo occupa la zona sud-est, il secondo che è il più grande tutta la zona nord fino a Piazza Palazzo, il terzo la fascia ovest, e l'ultimo la fascia sud-ovest. Il punto focale della nuova città era ed è ancora oggi Piazza Duomo, dove confluiscono tre dei quattro quartieri. Inoltre furono progettati dei cardi e dei decumani, come il Corso Vittorio Emanuele (anticamente la Strada Maggiore, che da Porta Paganica, presso il castello cinquecentesco, da nord porta a Piazza Duomo), il corso Federico II, che da Piazza Duomo a sud portava a Porta Napoli, e poi le due vie trasversali di corso Umberto I a ovest, che attraversa i due rioni San Pietro e Santa Maria, diventando poi via Andrea Bafile e via Roma fino a Porta Barete, che incrociandosi al corso Vittorio Emanuele presso il Palazzo del Convitto (costruito sopra l'ex monastero di San Francesco d'Assisi), verso est mediante via San Bernardino che porta fino alla Porta Leoni delle mura, creava l'intersezione detta "Quattro Cantoni".
Inoltre ciascuno dei quattro quarti era ripartito in piccoli locali dei coloni provenienti dai castelli, e ciascun gruppo di essi legato indissolubilmente, almeno per il livello storico, più che per il livello politico e religioso a suo tempo. Ad esempio il quarto Santa Giusta ha i locali dei castelli fondatori stanziati nella fascia sud-orientale della valle (Fontecchio, Tione, Goriano Valle, Bazzano, Bagno), Santa Maria quelli del nord (Assergi, Arischia, Camarda, San Silvestro, Pizzoli), San Pietro i castelli di Coppito, Sassa, Barete, Porcinaro, Vigliano, e San Marciano quelli di Roio, Lucoli, Tornimparte, Rocca di Corno, Preturo. Per sottolineare ancora di più il legame di appartenenza ai castelli, anche se altri dicono che si trattò di questioni economico-amministrative, le chiese nuove fondate nei quartieri ebbero lo stesso nome dei relativi castelli di appartenenza, facendo gli esempi più chiari delle quattro chiese parrocchiali dei quarti (la chiesa di Santa Giusta da Santa Giusta extra moenia di Bazzano, chiesa di San Pietro a Coppito dalla parrocchia di Coppito, la chiesa di San Marciano da quella dei SS. Marciano e Nicandro di Roio, e ancor prima da San Giovanni di Lucoli, e infine la chiesa di Santa Maria Paganica dalla parrocchia di Maria SS. Assunta di Paganica).

### Le origini e il santo patrono San Giorgio

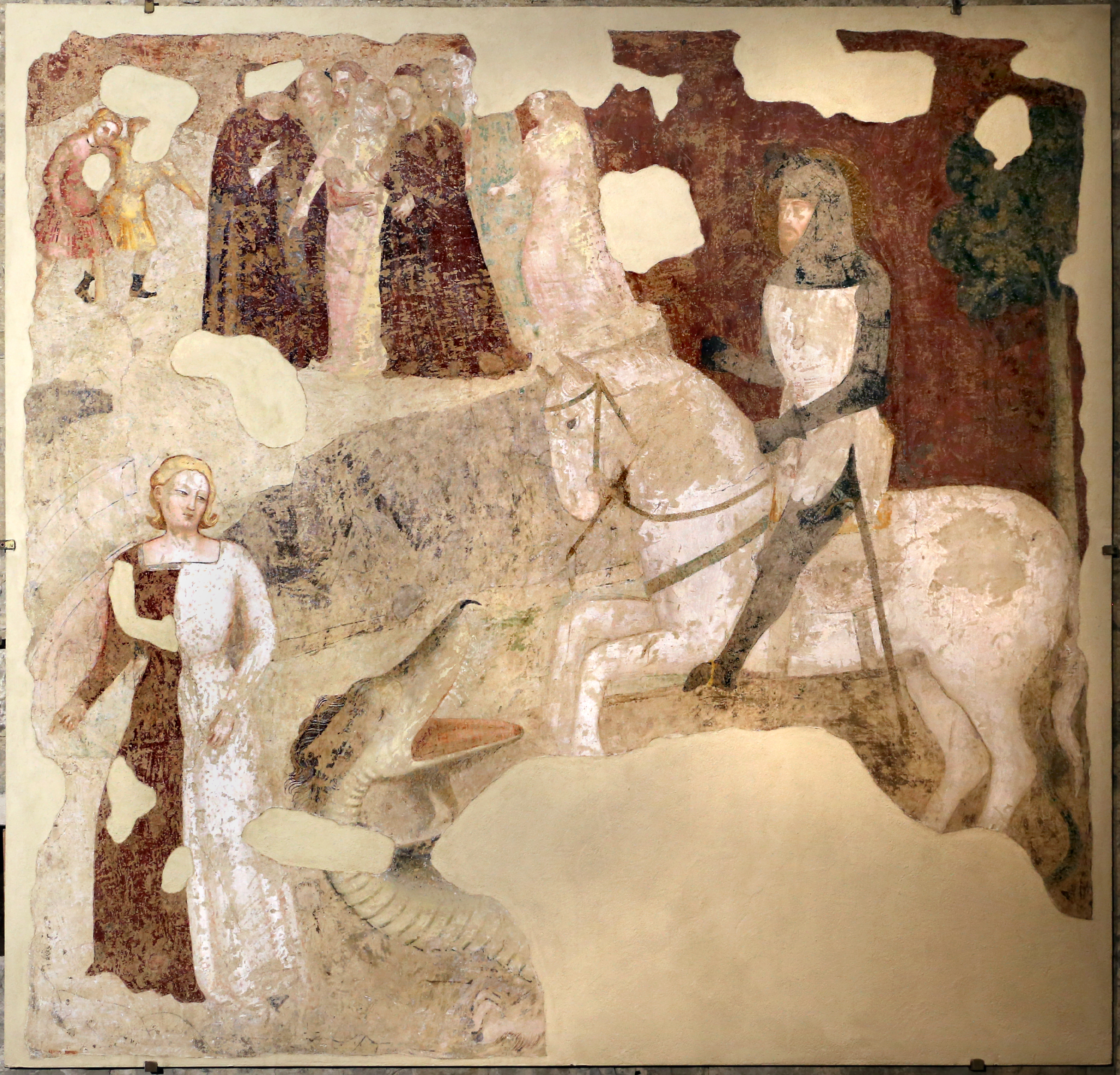
Affresco - non aquilano - del mito di San Giorgio che salva la principessa, opera di Matteo di Pacino, conservato a San Donato in Polverosa

Notizie riguardanti le fonti di Buccio di Ranallo, Bernardino Cirilli e Anton Ludovico Antinori, danno per certa l'esistenza di un villaggio già prima della fondazione del Quarto nel 1254, ossia "La Torre", che occupa uno dei locali più grandi di questo quartiere, tra la chiesa di San Flaviano e la chiesa di Santa Giusta, che è la capoquartiere. Esiste anche la via dei Torregiani, a confermare tale notizia, benché altri vogliono che con la colonizzazione, i castellani di Barisciano e Goriano Valli eressero la chiesa di San Giorgio, dato che il nome originario di questo quarto era appunto "San Giorgio". Si ipotizza infatti che presso Goriano Valli, nel comune di Tione degli Abruzzi, uno dei vari castelli che partecipò alla fondazione di questo quarto "forconese" (perché rivolto verso la città romana di Forcona, dove si trovava la casa del vescovo e la sede della diocesi), insieme a Goriano Valli, alla Torre, a Bagno, a Ocre, a Bazzano, a Gignano, a Fontecchio e a Rocca di Mezzo, si trovasse appunto, a poca distanza da Goriano una torre di avvistamento con villaggio, come è possibile infatti vedere tutt'oggi. E si ipotizza anche che il nome della chiesa originaria di San Giorgio provenisse dal monastero che si trova nel cimitero di Goriano Valli.

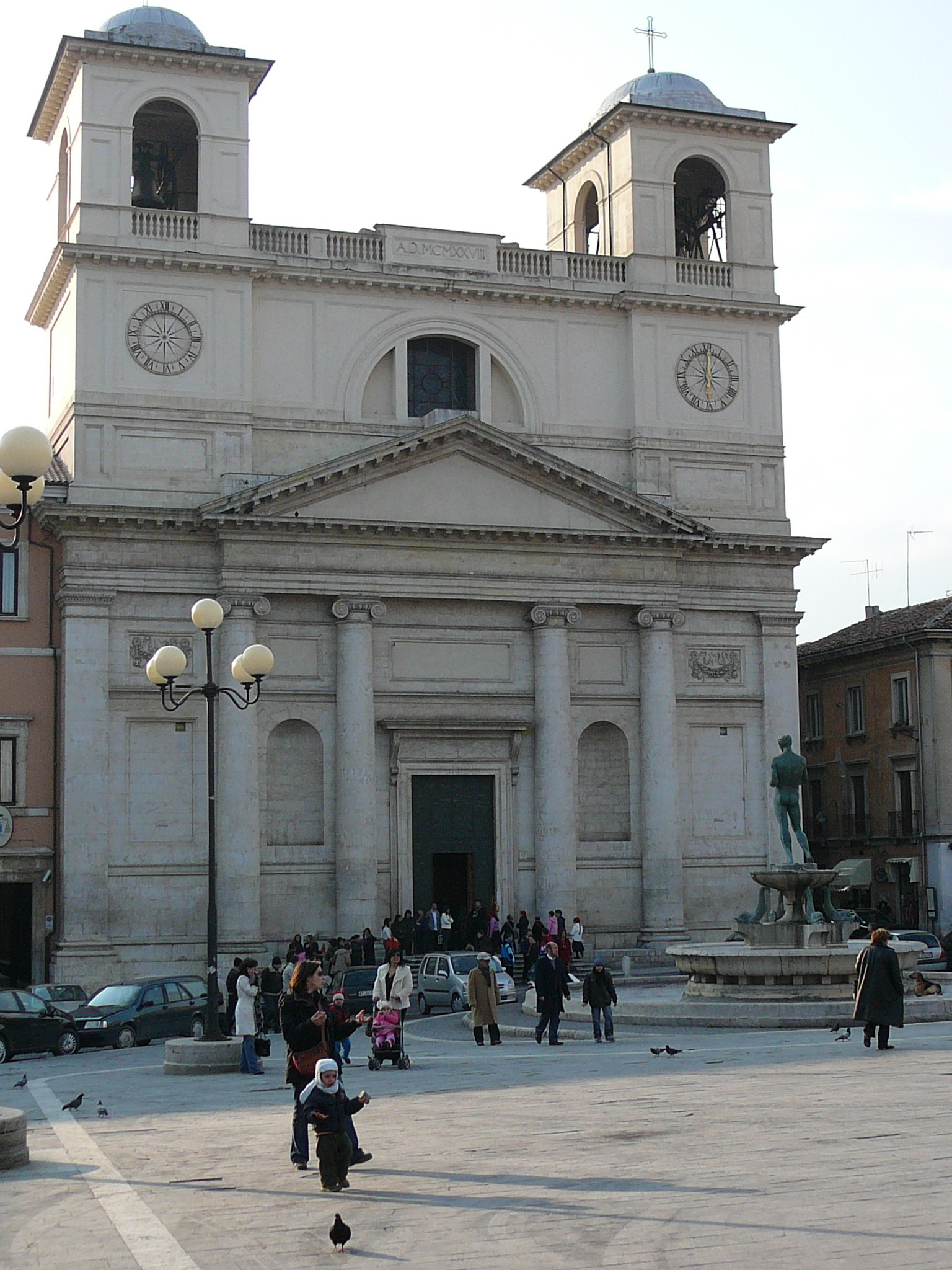
Il Duomo dell'Aquila, inizialmente nel 1257 dedicato a San Massimo Levita, e poi anche a San Giorgio

Tuttavia in contrapposizione a queste leggende e congetture, c'è la testimonianza del diploma di Corrado IV di Svevia, figlio di Federico II di Svevia, che nel 1254, con l'approvazione di papa Alessandro IV, concesse ai castellani della valle dell'Aterno di costruire la città, nel sito dove esistevano già dei piccoli villaggi: Aquilio (dove si trovano le 99 cannelle), La Torre, Pile e Sant'Anza. Concesse anche agli aquilani di dotarsi di una chiesa parrocchiale, che sarebbe stata dedicata a San Giorgio, il santo protettore contro il Maligno per eccellenza, venendo dotata anche di canonici per le decime da pagare. San Giorgio fu il primo santo patrono dell'Aquila. Il prevosto nominato da Corrado sarebbe lo stesso citato anche da Alessandro IV nella bolla del 20 febbraio 1257, nella quale parla di una "chiesa dei Santi Massimo e Giorgio" in Aquila, che divenne da quell'anno la sede nuova della diocesi amiternina e forconese.
Il 22 dicembre 1256 il papa invitò il vescovo di Forcona Bernardo da Padula a trasferire in città la sede dalla vecchia Cattedrale di San Massimo che si trovava sulle rovina di Forcona, oggi in località Civita di Bagno, con atto rogatorio di fusione delle due diocesi, quella di Forcona e quella della romana Amiterno, che aveva sede nella chiesa di San Michele in castello San Vittorino, dove era custodito il corpo di Vittorino vescovo di Amiterno. La cattedrale venne ricostruita nel 1267 da Niccolò di Sinizzo dopo la distruzione di re Manfredi di Svevia della città nell'anno 1259, e venne posta con la facciata rivolta in Piazza del Mercato, posizionata nella parte ovest, tra i due Quarti di San Pietro e San Giovanni di Lucoli, e dedicata ai Santi Massimo e Giorgio. Della storia cattedrale tuttavia non rimane nulla, se non le notizie dei progetti di rifacimento di Girolamo Pico Fonticulano nella metà del Cinquecento e il mausoleo quattrocentesco del Cardinale Amico Agnifili, poiché il terremoto del 1703 la rase al suolo, eccettuata una parte di muro su via Roio.
L'antica chiesa di San Giorgio, che era la parrocchia del quarto, sarebbe stata eretta dai castellani di Bazzano, dopo la distruzione del 1259, nel luogo dove oggi sorge la chiesa di Santa Giusta, santa patrona di questo castello, di cui esiste anche la chiesa di Santa Giusta fuori le mura presso il castello. Tra gli studiosi che formularono questa ipotesi ci sono Luigi Rivera, che notò nella chiesa degli affreschi quattrocentesche che raccontano le imprese di San Giorgio, venuti alla luce con i restauri del 1926, insieme alle statue lignee della gloria dei due protettori San Massimo Levita d'Aveia e il santo protettore della "donzella".

### Costituzione del Quarto e modifiche di Fonticulano

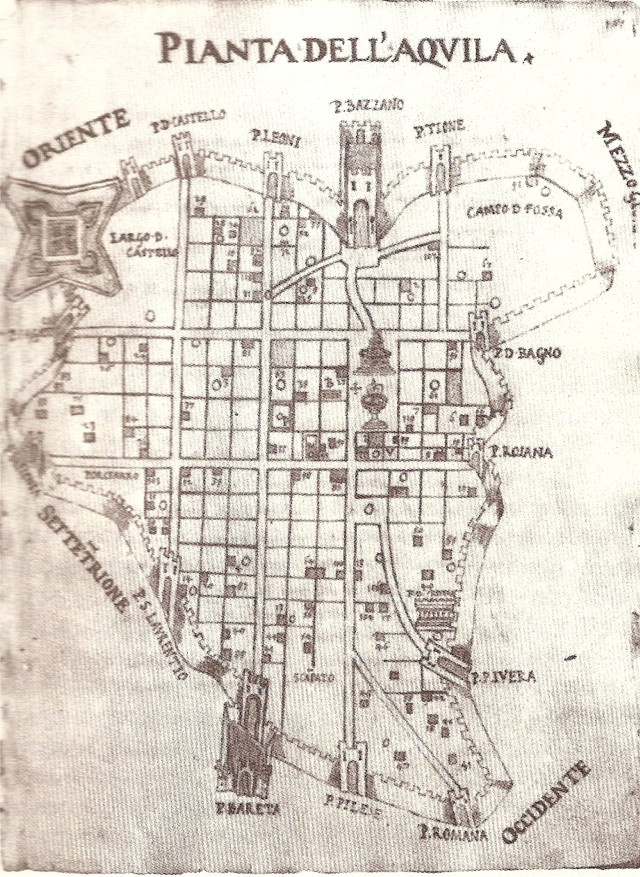
Pianta dell'Aquila, opera di Girolamo Pico Fonticulano, 1575. In alto a nord (in realtà ad est) è visibile Porta Bazzano

Il Quarto si sviluppa lungo la direttrice est del corso Vittorio Emanuele, partendo dall'intersezione dei Quattro Cantoni, e tale direttrice sorpassa Piazza Duomo, trasformandosi nel Corso Federico II, e andando a terminare nella parte della cinta muraria di Porta Napoli, benché questa sia un'apertura realizzata a carattere monumentale soltanto nei primi anni dell'Ottocento. La cinta muraria, compiva da qui, tornando verso nord, un giro ad arco, lungo l'attuale via Gualtieri d'Ocre, tornando a Porta Bazzano, e all'altezza dell'incrocio col viale di Collemaggio era dotata di una porta, forse usata dai viandanti che venivano da Ocre, oggi non pervenuta. La porta della cinta muraria che segue è Porta Tione, che si trova al termine della Costa Picenze, che costituiva per gli assedianti un vero punto di difesa per essere posta a strapiombo sopra il Campo di Fossa, accessibile solo dalle attuali strade di via Luigi Rendina o via Calestino V; appresso c'era Porta Bazzano, che costituiva uno dei principali accessi da est al centro, mediante la salita di via Fortebraccio, che conduce a Piazza Bariscianello, ai piedi della scalinata di San Bernardino.
Via Fortebraccio, come anche la costa Picenze e Costa Masciarelli, è il frutto di un ammodernamento delle strade del centro, realizzato nella metà del XVI secolo dall'architetto e matematico Girolamo Pico Fonticulano. Sia via Fortebraccio, così chiamata in ricordo del capitano Braccio da Montone che nel 1424 cinse d'assedio la città, che la Costa Masciarelli partono a biforcazione da Porta Bazzano, l'una sale a sinistra e sfocia in Piazza Duomo mediante via Cimino, la seconda (via Fortebraccio) attraversa alcune case storica, la quattrocentesca Villa Alfieri poi divenuta convento delle monache della Madonna degli Angeli, il Palazzo Romanelli e lo Strucciolo dei Poeti, terminando oltre la scalinata di San Bernardino, presso la mole del Palazzo degli Uffici e delle Corporazione, di caratteristica razionalista (anni 1930), andando a terminare in via San Bernardino.
La piazza principale, con la relativa fontana e la chiesa capoquartiere, è quella di Santa Giusta, dove si trovano il Palazzo Centi, costruzione tardo settecentesca di una preesistente struttura, e il Palazzo Dragonetti-De Torres, due famiglie di origini spagnole che hanno amministrato questo quarto a partire dalla dominazione del vice-regno nel XVI secolo. Altre piazzette sono quelle di San Flaviano con il Palazzo Gagliardi Sardi, risalente sino all'epoca della fondazione, e la Piazzetta IX Martiri. Nel XIII secolo il re Carlo I d'Angiò concesse ai monaci Agostiniani, stanziati sull'eremo di Sant'Onofrio in contrada San Giacomo di trasferirsi in centro città, e costoro costruirono la chiesa di Sant'Agostino in Piazza della Repubblica, il convento nel XIX secolo divenne il Palazzo del Governo, gravemente danneggiato dal terremoto del 2009, mentre in Piazza San Marco veniva creata la chiesa di San Marco dai castellani di Preturo e Pianola.

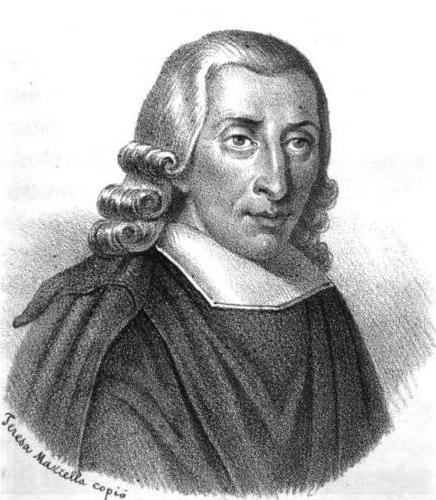
Giacinto Dragonetti

Lungo il viale di Collemaggio, partendo dalla villa pubblica tardo ottocentesca, si percorre la strada del Campo di Fossa, dove stazionavano i pastori con il bestiame e le pecore che dovevano partire dagli stazzi e raggiungere, mediante il Tratturo Magno, la Puglia. La partenza era data proprio da questo piazzale naturale, seguendo il percorso di Collemaggio, scendendo in contrada Sant'Elia, e immettendosi sulla direttrice di Poggio Picenze-Prata d'Ansidonia-Peltuino-Centurelle. Qui nel 1287 il frate Pietro da Morrone, si fermò presso una cappella dedicata alla Madonna, ed ebbe in sogno la Vergine, che gli commissionò la costruzione di una grande basilica a dimostrazione del suo atto di fede, avendo già una ventina d'anni prima costituito a Sulmona presso la Badia Morronese l'ordine dei Celestini. Pietro Angelerio realizzò così nel 1288 la basilica di Santa Maria di Collemaggio, che fu sede dei Monaci Celestini in Aquila, e dove venne incoronato alla presenza di Carlo II d'Angiò, Arrigo VII del Lussemburgo e altri dignitari di Stato pontefice col nome di papa Celestino V, il 28 agosto 1294.

### Dal 1703 a oggi

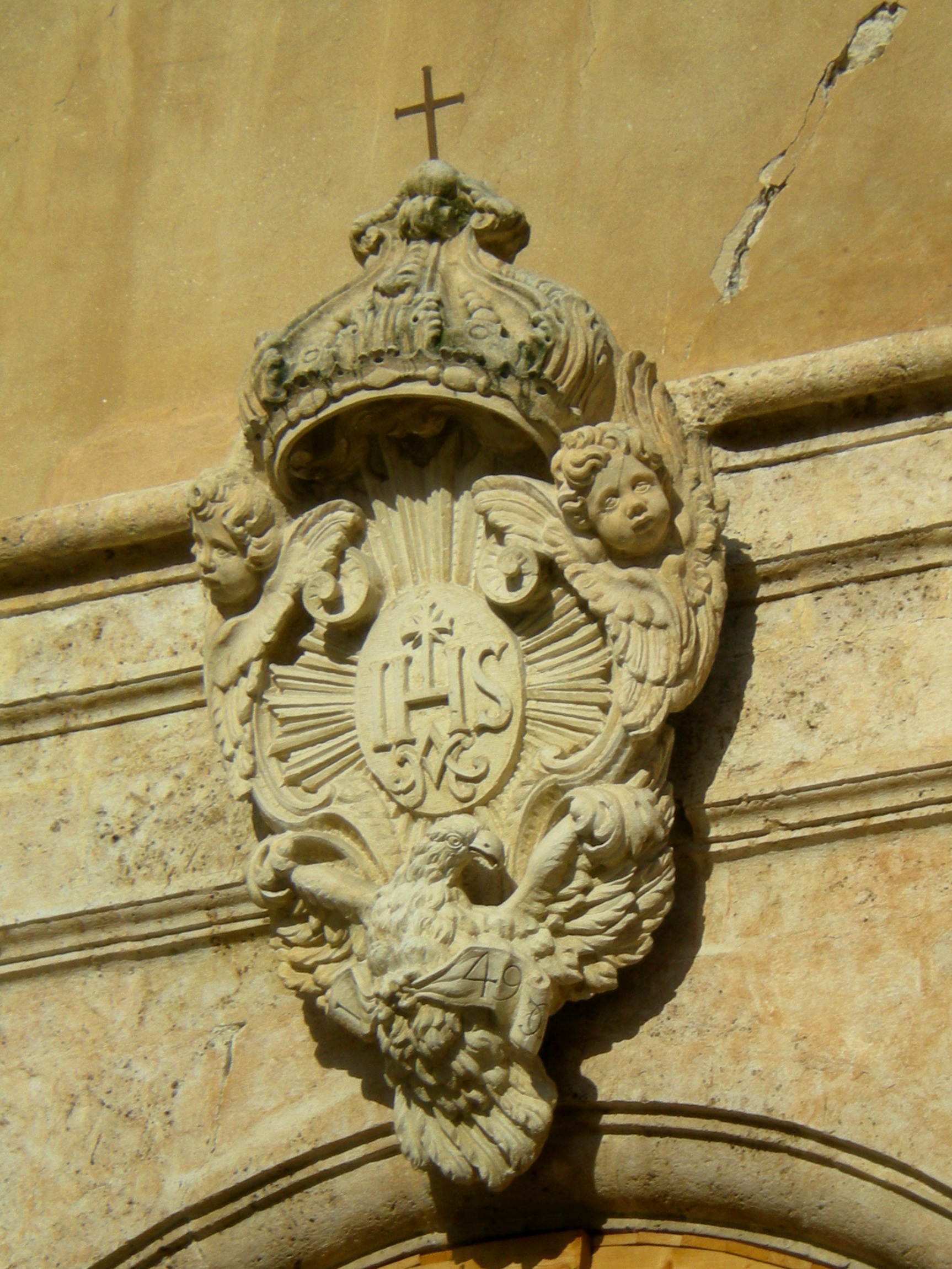
Stemma asburgico di Porta Bazzano

Il terremoto del 2 febbraio 1703 ha sconquassato gravemente il quarto, tuttavia non facendogli perdere l'antica struttura medievale a vicoli stretti e case addossate, di cui si conservano ancora esempi di alto valore, dietro la chiesa di San Flaviano (gli Archi di San Flaviano), le Case Badia presso Santa Giusta. Il Palazzo Centi venne costruito sopra le rovine di una preesistente struttura, mentre le chiese e gli altri palazzi signorili venivano rifatti in gran parte seguendo lo stile barocco. Nel dipinto del Gonfalone dell'Aquila di Giovan Paolo Cardone, prima del terremoto, era possibile vedere come tutte le chiese del quarto, soprattutto per la parte superiore della facciata di San Flaviano, fosse usato lo schema decorativo classico dell'architettura tardo romanica aquilana, col portale strombato a tutto sesto, e il rosone a raggiera. Oggi solo la facciata di Santa Giusta da Bazzano conserva questo stile, anche se il campanile a torre che aveva, insieme a quello di San Flaviano, è stato abbattuto dalla furia del sisma, e ricostruito in forme ridotte a vela, dapprima presso la facciata, e poi dal 1926 arretrato presso un braccio del transetto.
Si pensa anche che il campanile a torre di San Flaviano provenisse dalla storica torre di controllo del locale La Torre, che però fu smozzicato dal sisma del 1703, e definitivamente abbattuto coi lavori di restauro del 1926.
Nei primi anni del Novecento si andò costituendosi un quartiere a parte da quello di San Flaviano, che nella parte sud, tra le attuali via Gualtieri d'Ocre, via San Michele, via Michele Iacobucci, viale Crispi, via Collemaggio, via Porta Napoli, era praticamente adibito ad orti circondati dalle mura medievali, Non esistevano costruzioni, eccettuate alcune cappelle, di cui si ricorda la distrutta chiesa di Santa Maria di Cascina, e l'ex monastero di San Michele, largamente trasformato nel 1888 da Carlo Waldis per la realizzazione del Palazzo dell'Emiciclo, oggi sede del Consiglio regionale dell'Abruzzo. Dunque durante il fascismo, dai primi anni 1920, e poi specialmente negli anni 1930-1940, fu avviata la colonizzazione e la lottizzazione di questa porzione del quarto, con la costruzione di villini dallo stile eclettico, liberty e moresco, compresi tra via D'Annunzio, viale Crispi, via Campo di Fossa, via Piave e via XXIV Maggio, poi l'edilizia andò risalendo verso il centro storico, all'imbocco del Corso Federico II, in direzione della piazza.
Nel 1934, dato l'alto tasso di urbanizzazione di questo quartiere, che era divenuto un piccolo centro a sé, dotato anche della storica villa pubblica, con il Monumento ai caduti di Nicola D'Antino (1928), venne completata la parrocchia di Cristo Re, nel 1940-41 invece si operarono degli sventramenti di costruzioni preesistenti all'ingresso del Corso Federico II, per la costruzione del Grande Albergo del Parco, tutt'ora esistente, e tali modifiche sostanziali furono estese ai piccoli edifici porticati di tutta questa strada sino a Piazza Duomo (uno dei monumenti razionalisti del fascismo è il Palazzo INPS), determinando di fatto la scomparsa dell'aspetto storico di questo corso, per la presenza di strutture moderne. Anche la Banca d'Italia, edificata nel 1941, apparirebbe in stile antico, ma è solo una reinterpretazione dei canoni del classicismo ottocentesco, adeguata con i portici al carattere monumentale del coevo Palazzo Federico, al termine di Corso Vittorio Emanuele sulla piazza.
A confine col Quarto di Santa Maria, presso il Piazzale XVIII Ottobre, dopo la fine della seconda guerra mondiale, è stata operata una riqualificazione, e venne rinominato Piazza IX Martiri, in ricordo dei civili aquilani accusati dai fascisti di cospirazionismo con gli alleati, e passati per le armi senza processo. La piazza era già stata modificata nel tardo Ottocento con la costruzione delle Case Oliva, poi riaccorpate nella struttura dell'Albergo del Sole, nel 1928 circa lo scultore Nicola D'Antino inaugurava la fontanella de "La Montanina", in bronzo, ispirandosi ancora ai canoni del classicismo, prima dei grandi lavori razionalisti della Fontana Luminosa e delle due Fontane di capo Piazza Duomo (dette anche "Fontana Vecchia").

### Il terremoto del 2009
Il terremoto ha danneggiato, se non atterrato molte costruzioni condominiali degli anni 1970 che avevano occupato le aree non colonizzate del Campo di Fossa,ossia dell'area incolta lungo la direttrice del viale Crispi sino a Porta Napoli. Risultarono danneggiati gli edifici presso il Grande Albergo con i giardini pensili, il Palazzo dell'Emiciclo, il Palazzo dell'Ente Assicurazioni (Detto anche volgarmente "Palazzo del Benzinaio") all'ingresso del corso Federico II, coevo del Grande Albergo, che è stato completamente abbattuto nel 2017 per ospitare il nuovo edificio antisismico sede della Provincia dell'Aquila. Altri danni gravi si sono verificati alla chiesa di Santa Giusta, con delle crepe alla facciata, alla volta interna, e col crollo del campanile a vela del transetto; danni vistosi si sono avuti anche a San Flaviano, benché la facciata nel 2017 risultava già restaurata, e al Palazzo Gagliardi Sardi, anch'esso recentemente restaurato.

## Descrizione
Comprende alcune tra le aree più caratteristiche della città, tra cui la via di Costa Masciarelli, vicolo medievale rinascimentale, che si sviluppa sul costone più ripido del centro storico, da Piazza Duomo a Porta Bazzano. Longitudinalmente è attraversato dal Corso Federico II, cardo dell'impianto urbano del XV secolo, che si sviluppa dalla piazza fino a Porta Napoli.
In posizione baricentrica si trova, nell'omonima piazza, la chiesa di Santa Giusta, la capoquartiere, eretta nel XIV secolo sopra la vecchia di San Giorgio.

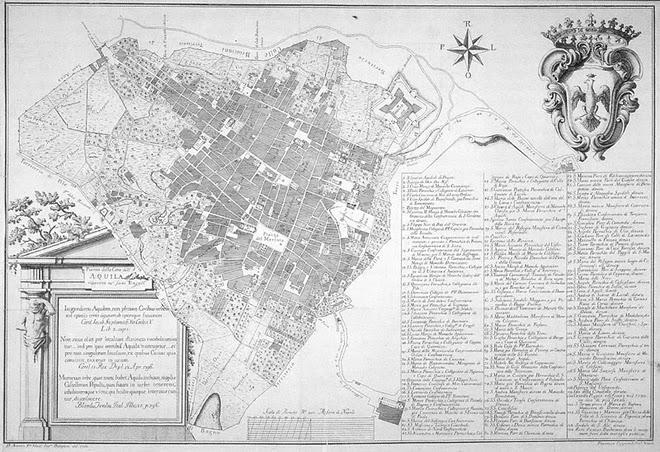
Mappa del centro (1753)

Il quarto è tra i più ricchi di palazzi storici, come ilo Palazzo Bonomo-Ximenese, il Palazzo Dragonetti e il Palazzo Centi in Piazza Santa Giusta, in stile settecentesco. Presso la parte meridionale, rimodellata nell'Ottocento, fu edificato il Palazzo dell'Esposizione presso la villa comunale, spazio verde del centro storico dopo il Parco del Castello. Lungo un viale di verde posto ad es, si arriva alla Basilica di Santa Maria di Collemaggio, fuori le mura.
I locali sono:
- La Torre: è il locale più grande del quarto fondati dai castellani di Goriano Valli di Tione degli Abruzzi, comprendente la parte nord, che all'estremo ovest confina col corso Vittorio Emanuele fino all'inizio della Piazza Duomo, all'estremo est è delimitato dalla costa di via Fortebraccio, che traccia una curva crescente fino a Porta Bazzano, dove si trova il minuscolo locale di Picenze. Le vie che delimitano questo quarto, oltre ai principali slarghi di Piazza Santa Giusta, Piazza San Flaviano, Piazza Silvestro dell'Aquila e Piazza Nove Martiri, sono via Goriano Valle, via Santa Giusta, via Casella, via Campana, via Crispomonti, via delle Grazie, la costa Masciarelli, la parte nord di via Guelfaglione, via Casella, costa Due Stelle, via Simonetto, Costa Due Archi e via San Crisante. I monumenti sono il Palazzo Cappa Cappelli, la chiesa di San Flaviano, il Monumento ai Nove Martiri, Palazzo Gagliardi Sardi, Palazzo dell'Albergo Sole, Palazzo Dragonetti De Torres, la Villa Alfieri, il convento di Santa Maria degli Angeli, Casa Lepidi in stile gotico.

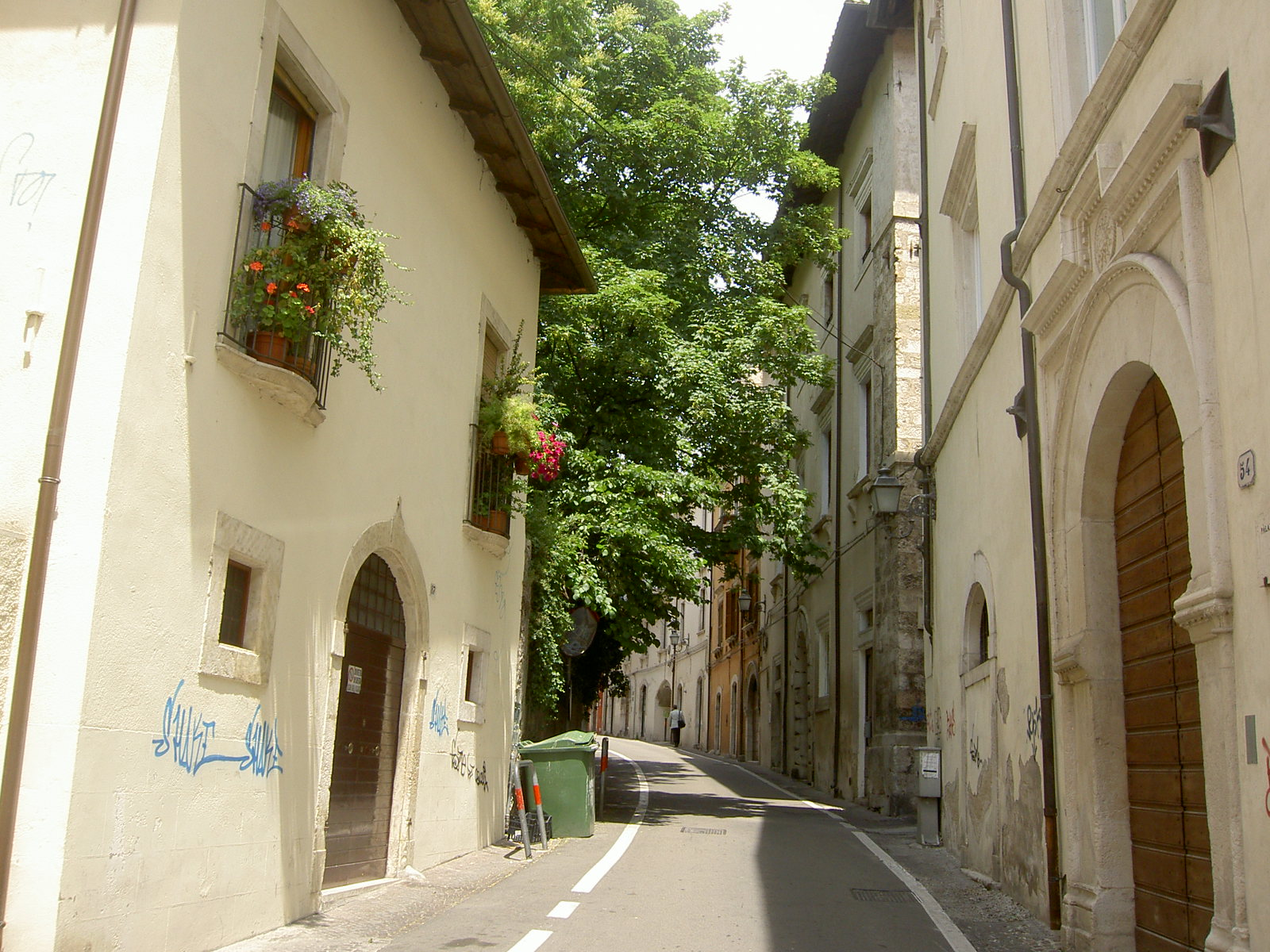
Via Fortebraccio

- Bazzano - Sant'Eusanio - Picenze - Goriano Valle: locali che compongono la seconda grande porzione del quarto a sud delle mura di Porta Tione, sono separati dal locale della Torre mediante via Clestino, il suo fulcro è nel sagrato della capoquartiere chiesa di Santa Giusta dei castellani di Bazzano, dove si trova anche l'ingresso del monumentale Palazzo Centi. Il cardo principale è via San Michele, seguito da via Goriano Valle, Corso Federico II (nel locale di Sant'Eusanio), mentre i decumani sono via Tione, via Giardini, via Luigi Rendina. La parte a sud di questo locale è stata ampiamente rimaneggiata negli anni 1940, con la costruzione di monumentali strutture, come il Grande Albergo del Parco, il Palazzo dell'Istituto INPS e l'Hotel San Michele. Il nome di questo santo è associato all'antico convento dentro le mura che sorgeva dove oggi si staglia il Palazzo dell'Emiciclo, presso la villa comunale, sede del Consiglio Regionale dell'Abruzzo. La Porta Tione, presso le mura, dà il nome al piccolo locale di Picenze - Goriano Valle, i monumenti di maggiore interesse sono l'ex chiesa di Santa Maria di Picenze e il convento di San Paolo dei Barnabiti.

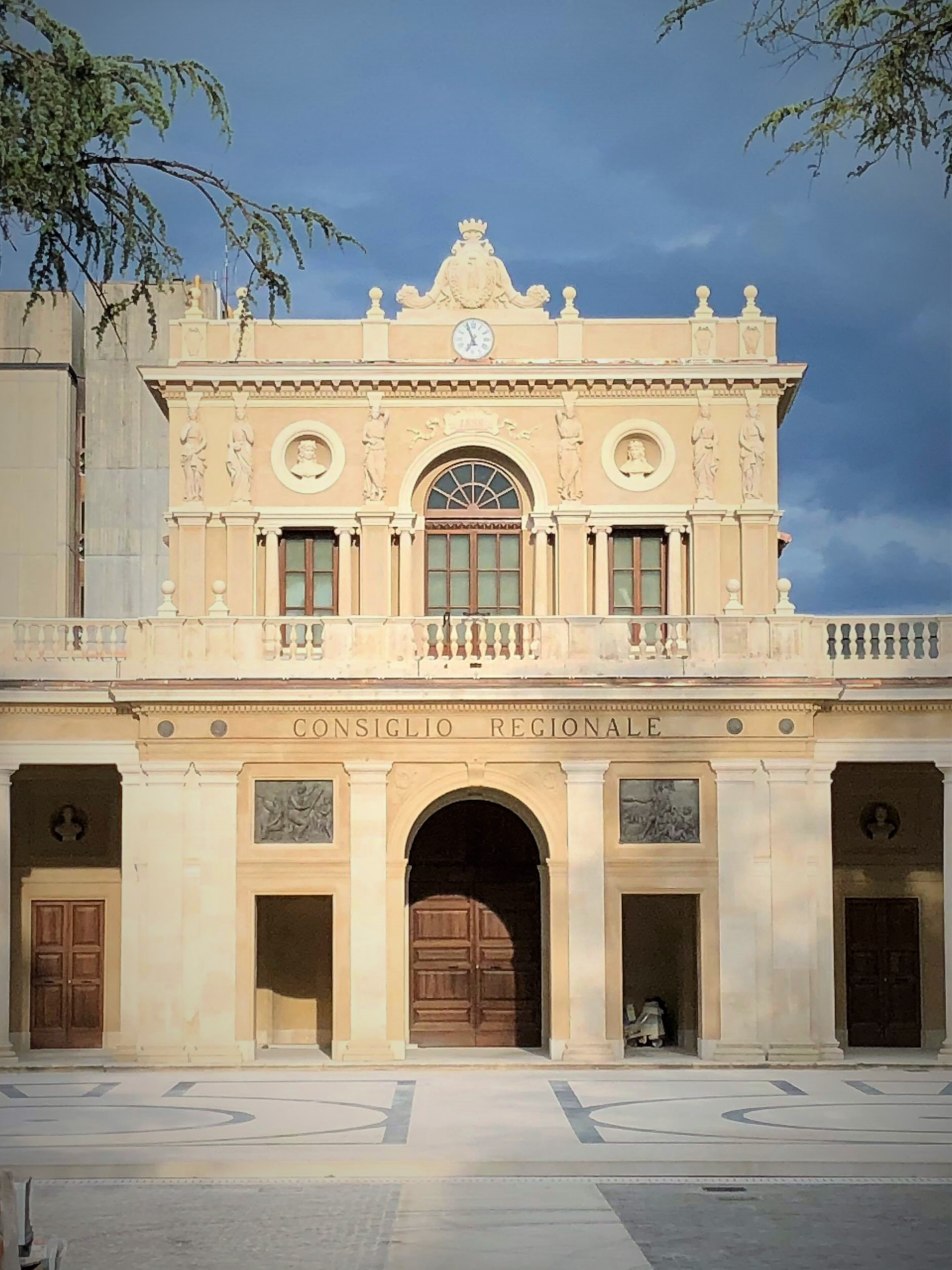
Corpo centrale del Palazzo dell'Esposizione, sede Consiglio Reg. Abruzzo

- Monticchio - Fontecchio - Fossa: locali posti ad estremo sud del colle, che raggiungono Porta Napoli, edificata nella prima metà dell'Ottocento, e non compresa tra le mura. Il contado fino al primo Novecento non era largamente popolato, e vi erano soltanto alcune chiese, tra le quali l'imponente Basilica di Santa Maria di Collemaggio. Solo successivamente la zona fu lottizzata con delle villette liberty, e successivamente delle costruzioni moderne. Il viale che lo delimita è dedicato a Francesco Crispi (prima si chiamava via Porta Napoli), mentre altri viale principali sono il viale Collemaggio, via Gabriele D'Annunzio, via Michele Iacobucci, via Luigi Cadorna, via Armando Diaz, via Piave, via Gualtieri d'Ocre, via XXIV Maggio. Tra le villette liberty più interessanti c'è Villa Nurzia, gli altri monumenti sono la chiesa di Cristo Re, sorta sopra la chiesa di Santa Maria di Cascina, nel piccolo locale di Cagnano Amiterno, l'ex Casa della Giovane Italiana in stile razionalista, sede del Gran Sasso Science Institute, la monumentale villa comunale col Monumento ai caduti di Nicola D'Antino, il Palazzo ex Casa del Balilla sede del Rettorato del Gran Sasso Science Institute, e Porta Napoli, posta all'estremità del corno collinare del centro storico.

- Barile - Ocre - Bagno: serie di locali posti nella parte occidentale del corno, all'altezza di Porta di Bagno e Porta Roiana; il locale di Bagno, insieme a quello di Cagnano, e molto vasto e confina a nord-ovest con i locali del quarto San Marciano, e più a nord ancora con Piazza Duomo. Lo sproporzionato locale di Bagno è delimitato ad est dal Coeso Federico II, da via Sant'Agostino, dal viale San Francesco di Paola che confina in Piazza della Repubblica, poi via Indipendenza, che dopo Piazza San Marco, sfocia direttamente in Piazza Duomo, e via Arcivescovado, per quanto riguarda i cardi; mentre i decumani sono via Buone Novelle, via Simeonibus, via San Francesco e viale XX Settembre all'altezza di Porta Bagno. I monumenti sono i palazzi del Corso Federico II, dove dal 2018 è stata avviata la costruzione della nuova sede della Prefettura, il Palazzo della Banca d'Italia, il Palazzo INPS, la chiesa di Sant'Agostino, la chiesa di San Marco, la monumentale chiesa delle Anime Sante, il Palazzo delle Cancelle il Palazzo de' Nardis e il Palazzo Arcivescovile. La zona di Porta Roiana, lungo via XX Settembre, ha di interesse la chiesa di Santa Maria delle Buone Novelle o Sant'Apollonia, la chiesa di San Francesco di Paola, fuori le mura Porta Lucoli, Porta Bagno, Porta Roiana e le due piccole chiese di Santa Maria del Monte e della Madonna degli Angeli, con la facciata gotica dell'ex chiesa di Santa Maria del Vasto.

## Monumenti e luoghi d'interesse

### Architettura religiosa

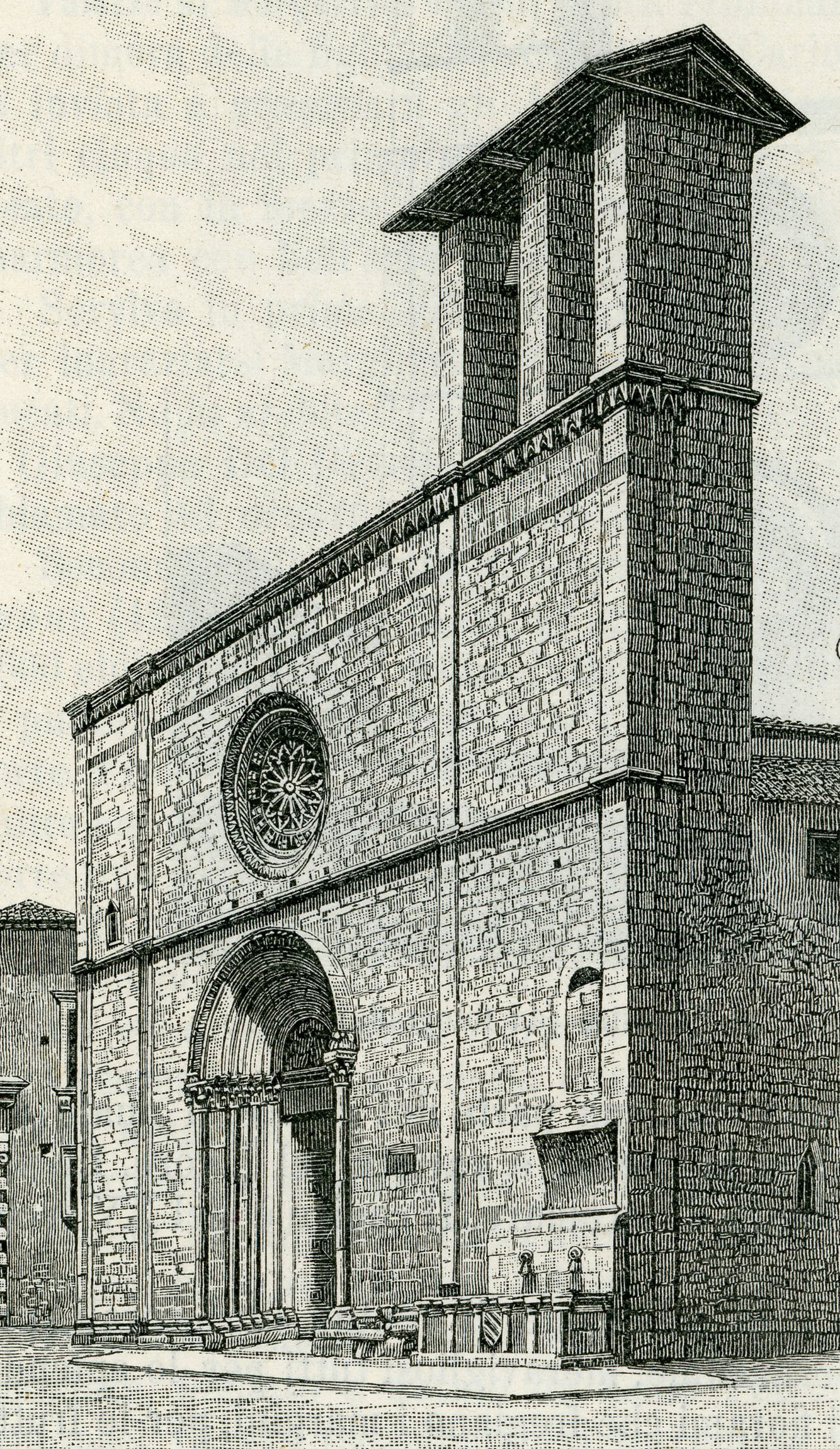
Antico disegno della chiesa di Santa Giusta

- Chiesa di Santa Giusta: eretta capoquarto nel 1272 dai castellani di Bazzano (come dimostra la chiesa di Santa Giusta fuori le mura), la Santa Giusta intra moenia è caratterizzata dalla monumentalità del romanico esterno, e dal sobrio barocco dell'interno. Interamente realizzata in pietra, la facciata quadrata a coronamento orizzontale con una sequenza di archetti pensili di chiaro disegno romanico-gotico[4], al di sotto di essi sul piano centrale si trova un rosone finemente elaborato, frutto della ricostruzione post-sisma del 1349, che presenta numerose affinità con i rosoni della basilica di Santa Maria di Collemaggio per la raffinatezza dello stile e l'intreccio degli archi della raggiera, di chiaro gusto gotico. Infine si trova, inquadrato da snelle paraste, il portale romanico centrale ad arco a tutto sesto, con strombature e colonnine cilindriche ornate da capitelli compositi, mentre presso la lunetta si legge ancora un affresco della santa dedicataria. Il campanile che si trovava a fianco della facciata, fu arretrato nel primo Novecento, e distrutto dal terremoto del 2009. Presso la lunetta si trova un affresco rinascimentale ritraente la Madonna col Bambino tra San Giovanni Battista e Santa Giusta. La chiesa ha un impianto longitudinale basilicale, con tre grandi absidi poligonali con finestre, mentre l'interno è stato trasformato dopo il sisma del 1703, in stile tardo-manierista barocco. I lavori riguardarono la costruzione del palco della cantoria e di cappelle laterali. L'interno è a navata unica, con il soffitto ligneo ripristinato nella seconda metà del Novecento, e volte a botte lunettata presso le cappelle laterali. Il coro ligneo dell'altare è del Quattrocento, restaurato nel 1856, con le eleganti figure di San Pietro, Santa Giusta, mentre dal 1626 nella parte di sotto tale coro ospita le reliquie di San Giustino da Paganica e Santa Giusta da Bazzano, traslate dalla chiesa di Santa Giusta fuori le mura. Presso la cappella di destra si ammira il Martirio di Santa Giusta di Baccio Ciarpi del 1631, mentre altre opere sono le tracce di affreschi quattrocenteschi di Saturnino Gatti, segno che la chiesa prima del 1703 doveva essere completamente dipinta; poi nella cappelle di sinistra il Martirio di San Giacomo del Ciarpi, la Natività di Gesù di Paolo Cardone il Martirio di Santo Stefano del 1615 di Giuseppe Cesari.

Santa Maria di Collemaggio

- Basilica di Santa Maria di Collemaggio: fu edificata sopra un preesistente romitorio da Pietro da Morrone nel 1288, dove venne incoronato papa Celestino V il 29 agosto 1294.[5]La basilica, monumento simbolo del romanico e del capoluogo abruzzese, racchiude un insieme di stili diversi, frutto di lunghe fasi costruttive, nonché di restauri a causa di terremoti. Oggi l'edificio si presenta come un'ampia aula longitudinale divisa in tre navate concluse da transetto con cupola all'incrocio e da tre absidi semicircolari, le navate sono divise da arcate sestiacute su pilastri ottagonali e limitate da tre archi verso il transetto, mentre la copertura è a capriate lignee a vista. Tutto ciò è frutto di un restauro molto discusso degli anni 1960 di Mario Moretti, che smantellò le evidenti tracce della ricostruzione barocca con cappelle laterali in stucco e il soffitto cassettonato a fioroni di Panfilo Ranalli da Pescocostanzo (1721) per cercare di restituire la sobrietà medievale alla basilica.

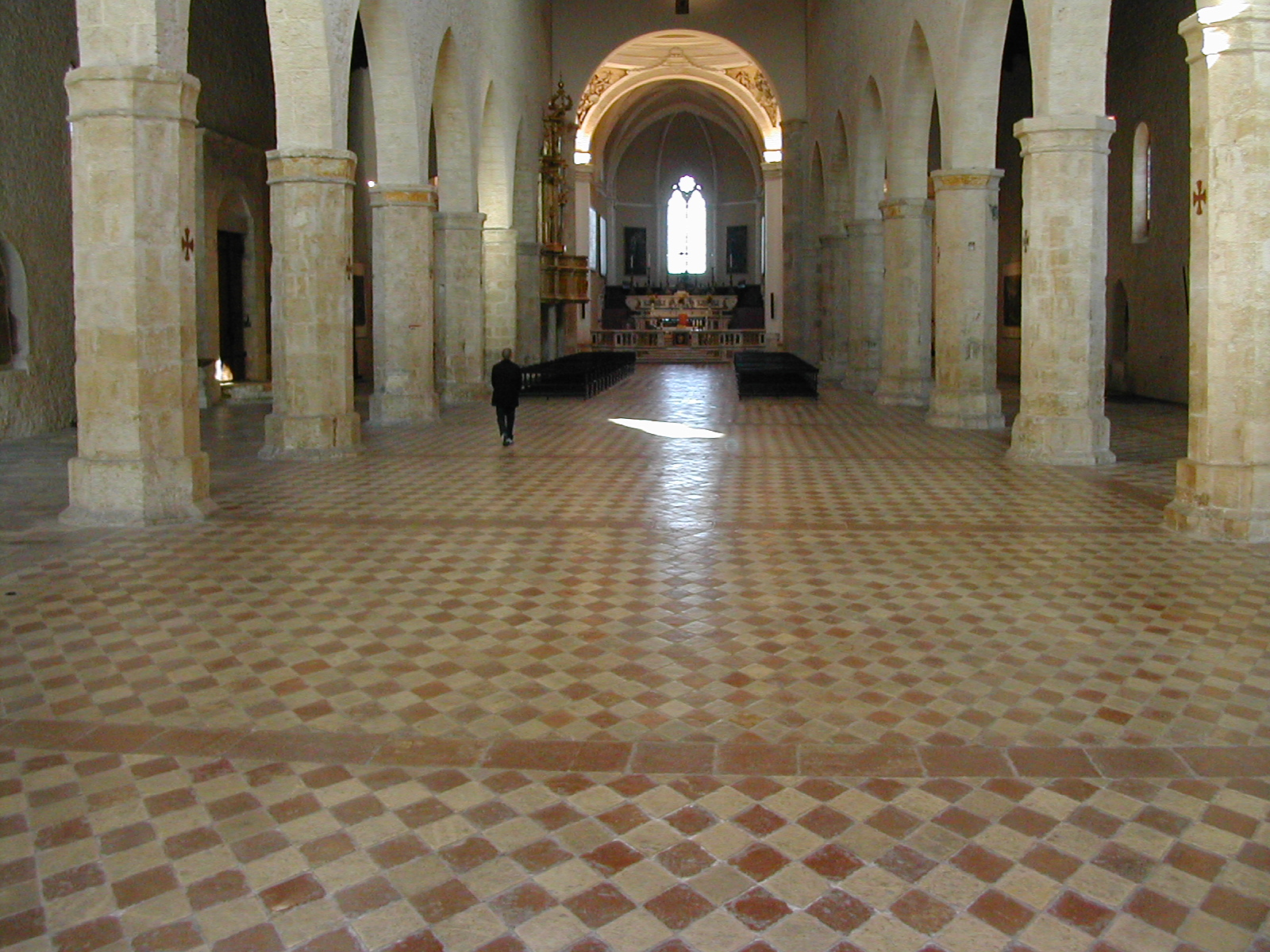
Interno gotico di Collemaggio

La pavimentazione della chiesa è disseminata di pietre tombali, e riprende il disegno bicromo della facciata, con i colori rosso e bianco, simboli del primo stemma civico aquilano, prima del terremoto del 1703, quando i colori furono cambiati in nero e verde. Presso le varie nicchie a cappella, si trovano degli affreschi delle Storie della vita di Gesù, opera di Saturnino Gatti, mentre nell'abside a destra dell'altare si trova il mausoleo di Celestino V del XVI secolo, opera di Girolamo da Vicenza. Le pietre della facciata, sapientemente incastonate in modo da formare un gioco geometrico, caratterizzano fortemente l'immagine della basilica, il prospetto è suddiviso in due ordini da cornice. Nella parte superiore spicca in centro il raffinato rosone a doppio giro di colonnine e archetti trilobati, affiancata da due altri laterali, in scala minore. In basso si aprono tre portali monumentali, dei quali quello centrale è più grande, ornato da cornice cosmatesca che lo separa dai rosoni. Il grande portale è di gusto gotico-romanico, con i timpani cuspidati, le colonne tortili, e i pinnacoli. L'archivolto si articola in cinque scansioni a semiluna decorate con figure angeliche, tortiglioni, motivi vegetali e animali tipici del romanico; al centro una lunetta con affresco cinquecentesco della Madonna col Bambino. Sul fianco sinistro si apre la monumentale "Porta Santa", risalente al periodo del 1397, anno di realizzazione dell'affresco della lunetta di Antonio da Atri (la Vergine col Bambino tra Pietro Celestino col la "Bolla del Perdono" e Giovanni Battista), ma secondo la leggenda risalirebbe all'epoca della consacrazione di Celestino V. Sul lato destro si accede al chiostro del monastero dei Celestini, riccamente affrescato, con pozzo centrale e ordine di arcate con volte a crociera.

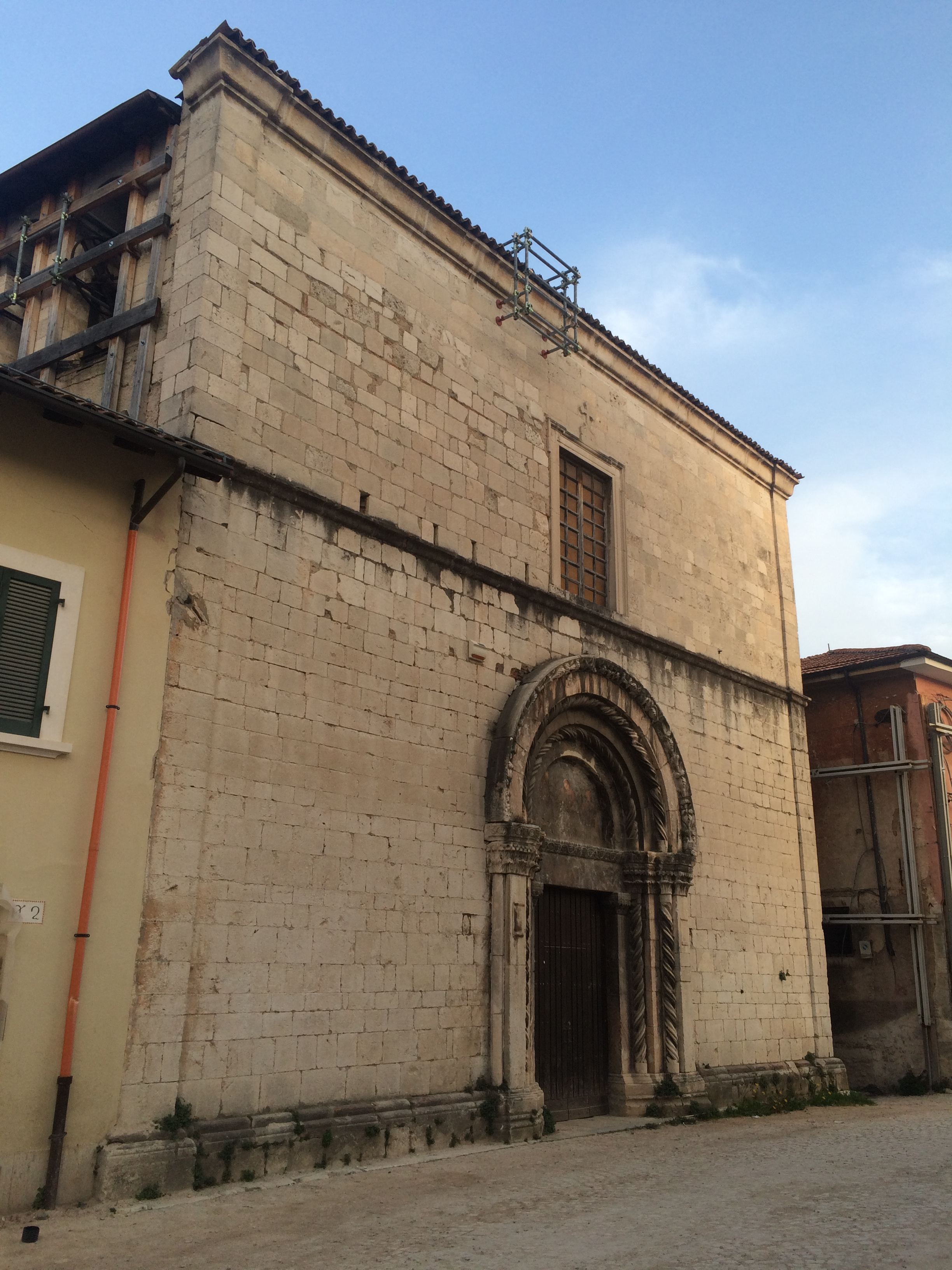
Chiesa di San Flaviano

- Chiesa di San Flaviano: la chiesa sorge a Nord del quartiere, davanti al Palazzo Gagliardi Sardi, costruita dai castellani della Torre di Goriano Valli. Si tratta di una rielaborazione del modello di Santa Giusta, edificata nel Duecento, di cui oggi restano poche tracce dell'edificio medievale. La parte bassa della facciata in pietra contiene un prezioso postale tardo romanico ad arco a tutto sesto con la cornice decorata da motivi geometrici, e colonne tortili, che si mostrano anche sulla doppia cornice che circonda la lunetta, offrendo insomma una "doppio" della Porta Santa di Collemaggio. La parte superiore della facciata, come il resto della chiesa, è stata rifatta dopo il 1703 e presenta un finestrone centrale. L'interno a tre navate, possiede la navata grande centrale con il soffitto a cassettoni lignei, mentre le altre sono voltate. La decorazione barocca non nasconde l'ogiva originaria nella tribuna di mezzo, e in quella della sinistra; l'altra tribuna è a tutto sesto; le pareti longitudinali sono mosse da arcosoli affrescati, da altari settecenteschi, da un tabernacolo in pietra di forme tardogotiche. Monofore trilobate e finestre quadrate illuminano l'ambiente, e in origine avevano vetrate istoriate gotiche a più tasselli policromi incastonati in cerniere di piombo, oggi conservate nel Museo Nazionale dell'Aquila. Nella nicchia di destra si conserva un affresco quattrocentesco, mentre gli altri affreschi sono del Rinascimento. La chiesa si conclude con tre absidi semicircolari contraffortate, perché si trovano a ridosso delle mura di Porta Tione.

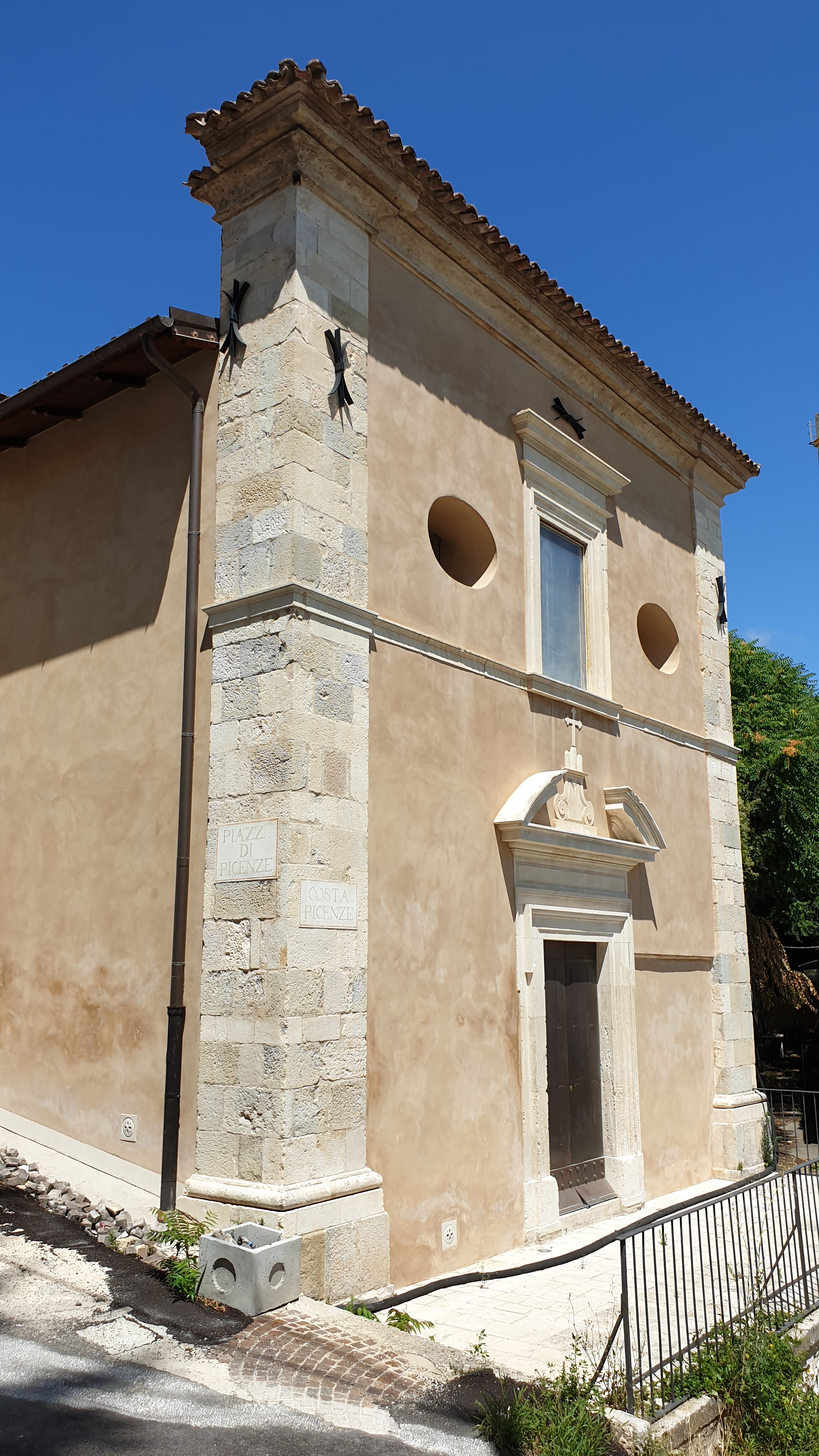
Chiesa di Santa Maria di Picenze

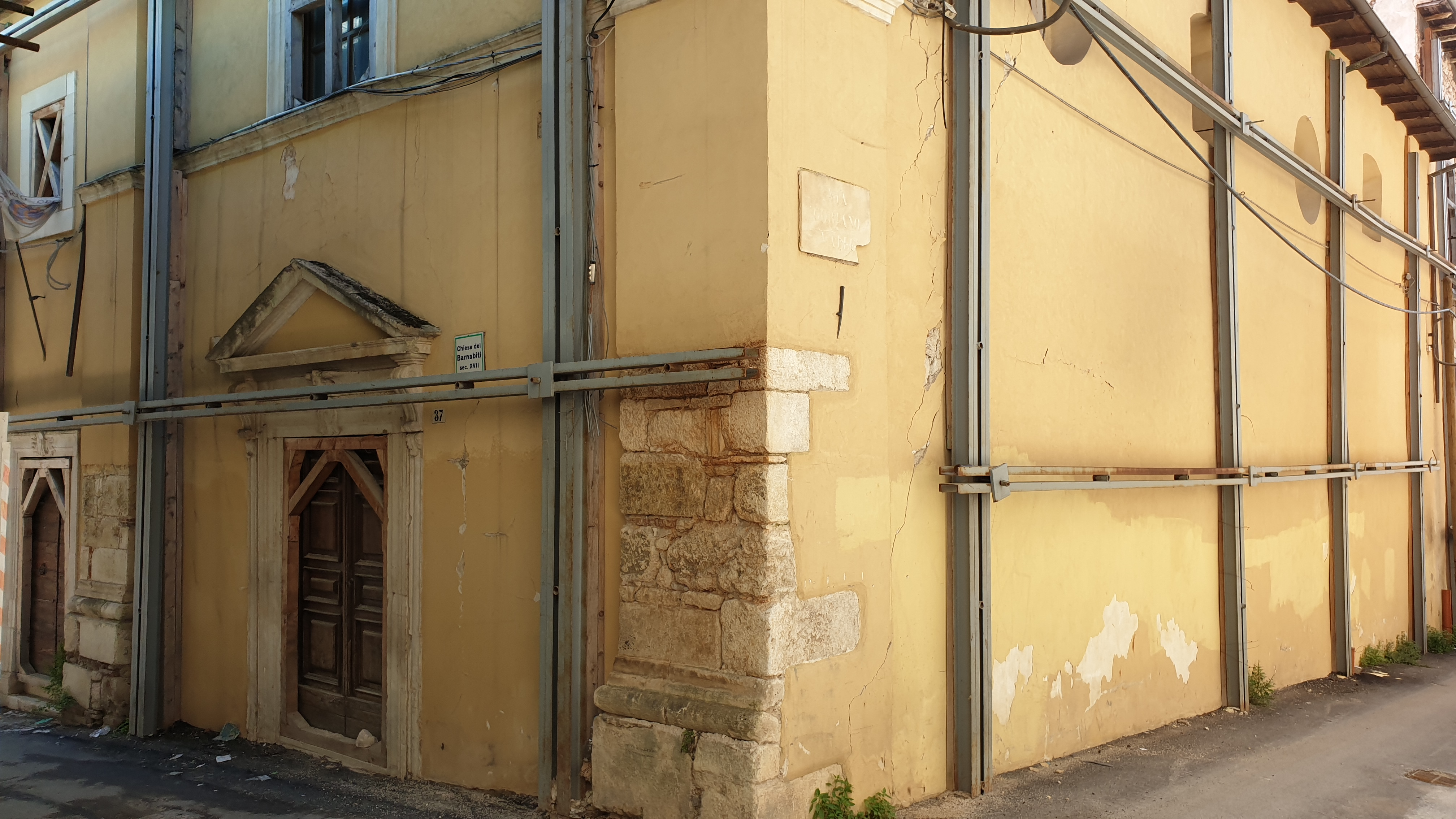
Chiesa di San Paolo dei Barnabiti

- Chiesa di Santa Maria di Picenze: si trova nei pressi di Porta Tione. Dalle notizie storiche la chiesa tardo-duecentesca presentava un corpo più consistente dell'odierno, comprendete anche il fabbricato settecentesco retrostante. Già nel Quattrocento la parrocchia era in decadenza per l'assottigliarsi del numero di parrocchiani, e forse il terremoto del 1461 le dette un colpo mortale.[6]Ricostruita in forme barocche, divenne la parrocchia privata della famiglia Alfieri, che nel 1585 iniziò ad ospitare la Confraternita della Trinità, e nel 1577 si dotò di ospedale per gli ammalati. La forma attuale della chiesa si presenta nel solito allungato volume rettangolare a capanna, cui si antepone la verticale netta della facciata. Essa ricalca la forma precedente i grandi terremoti che sconvolsero la struttura, poiché sulla parete di via Celestino V rimane un affresco quattrocentesco ritraente la Madonna con i santi. Il prospetto principale è posteriore al terremoto del 1703, un quadrante murario intonacato, entro un telaio di pietra concia a paraste angolari, collegate da cornice piana. In basso si apre un portale a luce rettangolare, con mostre scorniciate e timpano spezzato con in mezzo il fastigio della croce; nell'ordine superiore una finestratura rettangolare con base rilevata, cornice e fregio, fiancheggiata da due piccole aperture ovali. L'interno è un esempio unico aquilano per la sua resa spaziale. Il vano unico, entro la rigida scatola muraria, e sotto un soffitto piano, all'interno presenta un gioco sapiente di posizionamento di modelli parietali corinzie e trabeazioni, alternate a masse plastiche articolate in riseghe e segmenti, da lasciar intendere un antico impianto cruciforme, su tronco retto di tre ovali geometrici. Gli altari laterali sono in risalto grazie alle paraste monumentali, l'altare maggiore è più grande, accogliendo la statua lignea della Vergine. La chiesa fu costruita dai castellani di Picenze, oggi frazione di Barisciano.

- Convento di Santa Maria degli Angeli dei Riformati: si trova presso via Fortebraccio, e risale al XV secolo, quando il convento fu ampliato per la munificenza della famiglia Alfieri, che donò un suo palazzo per trasformarlo nel monastero, visibile da via Fortebraccio e via Barbara Micarelli. La chiesa ha un aspetto rinascimentale molto sobrio, c pianta rettangolare, con facciata decorata da un portale incorniciati a timpano triangolare, con lunetta affrescata, e sormontato da un oculo. Il palazzo ha uno stile tardo settecentesco, con accenni di neoclassicismo.

- Chiesetta minore della Vergine degli Angeli: esistente già da secoli, oggi è un rimodellamento dell'antica chiesa di Santa Maria del Vasto o di San Leonardo, oggi non più esistente. Si trova presso la Porta Napoli. Venne costruita nel XIV secolo, ma successivamente ridotta rispetto all'imponente facciata che appare sulla strada. La chiesa fu costruita dai castellani di Vasto, borgo di Assergi, intitolata alla Madonna del Vasto. La chiesa storica sorgeva presso la zona dove sorge il Forte spagnolo, abbattuta dunque verso il 1534, ricostruita presso lo storico ex ospedale San Salvatore, e infine ricostruita sotto la villa comunale, conservando perfettamente la storica facciata, rimontata nel 1933 dall'impresa Baratelli. Le uniche aperture inserite nel semplice prospetto a cortina di pietra all'aquilana con coronamento orizzontale, si ispirano alla rosa destra e ai portali minori della Basilica di Santa Maria di Collemaggio, a poca distanza. La mostra a strombo del rosone riccamente intagliato racchiude un traforo in cui spiccano 14 colonnine a sostegno di altrettante arcatelle a tutto sesto trilobate all'interno, e contrapposte da ulteriori archetti trilobati.

- Chiesa di San Paolo dei Padri Barnabiti: fu fondata nel 1610 dai Padri Barnabiti, che riformarono un collegio nuovo presso l'antica chiesa di San Paolo e San Barnaba, in gestione alla famiglia Carli. La chiesa ebbe notevole influsso sui castellani del quarto fino alla metà dell'Ottocento, quando gli ordini furono soppressi, e l'educazione venne affidata a collegi civili e non più religiosi. La chiesa è molto semplice, completamente trasformata nello stile barocco. Si affaccia su via Celestino V, ed ha un aspetto molto semplice e sobrio, con portale architravato a timpano triangolare, e annesso corpo settecentesco rettangolare per il collegio dei Padri. L'interno a navata unica conserva il tipico fastigio di stucchi e paraste corinzie, con cappelle laterali.

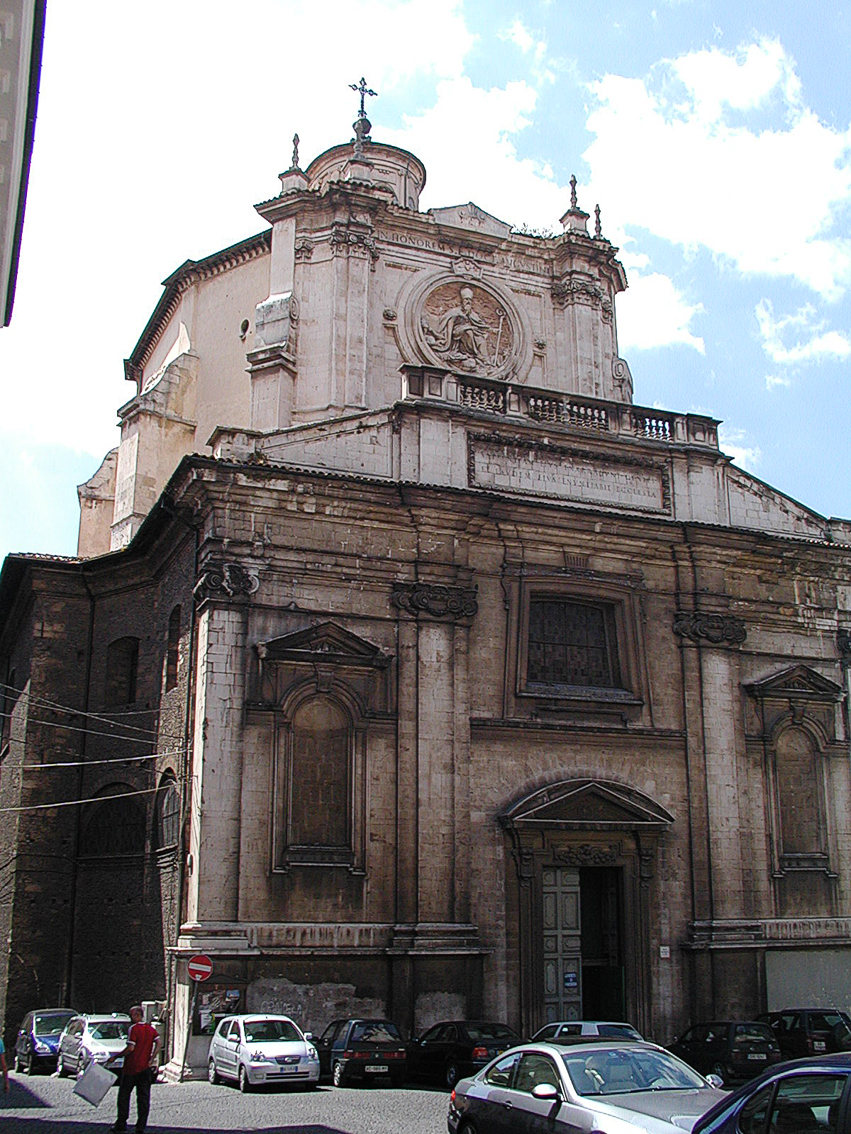
Chiesa di Sant'Agostino

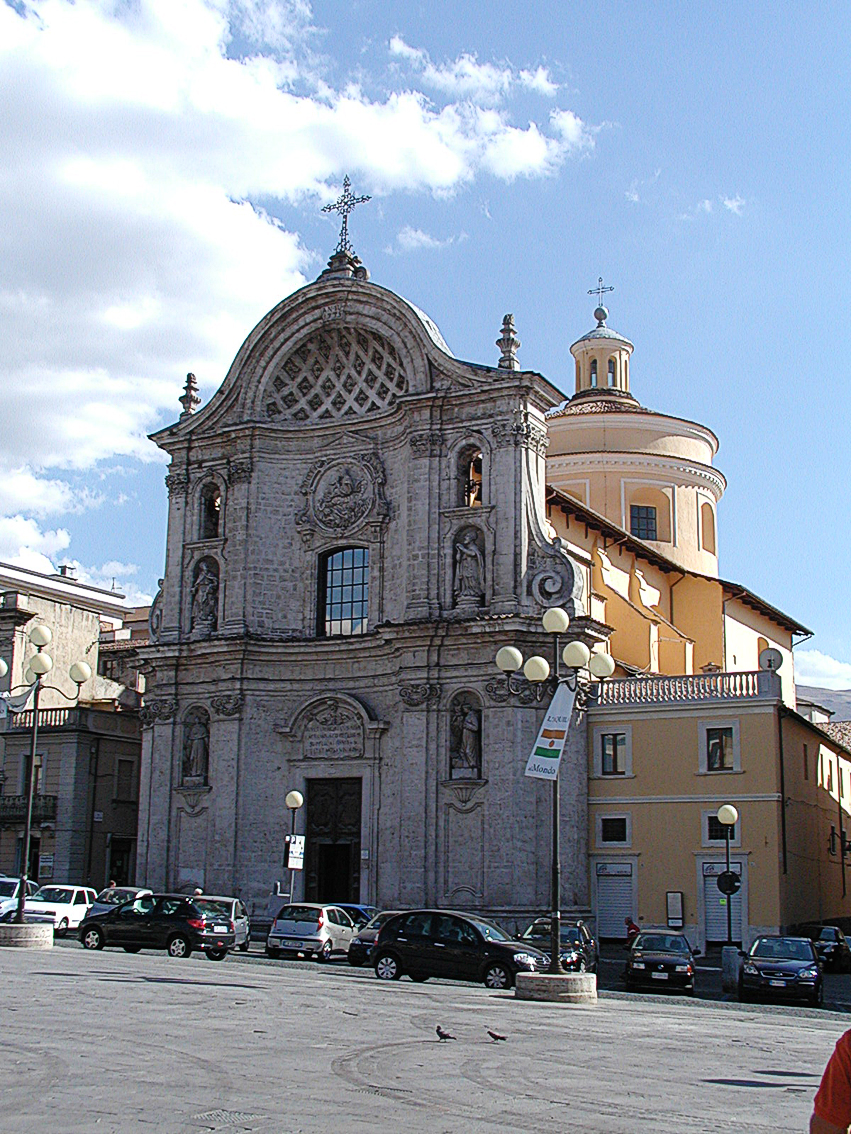
Chiesa delle Anime Sante o del Suffragio

- Chiesa di Cristo Re: si trova sul viale Francesco Crispi, edificata sopra le rovine della storica chiesa di Santa Maria di Cascina, dei castellani di Cagnano Amiterno. Fu costruita in stile eclettico razionalista nel 1935 dall'architetto Alberto Riccoboni, seguendo tuttavia uno schema ancora classico di impianto rettangolare con facciata a coronamento orizzontale, tripartita verticalmente da lesene, con portale i cui battenti sono rivestiti di rame sbalzato. Negli ordini superiori si apre un finestrone centrale in asse, che ripete il motivo del protiro, sulla quale due angeli sorreggono una corona, da cui il nome della parrocchia. L'altorilievo è di Ulderico Conti, che realizzò anche le statue interne dell'altare maggiore di Riccoboni. Il campanile è una semplice torre con cella campanaria.

L'interno è a navata unica e presenta l'altare maggiore dedicato a Cristo, dominato da una colossale statua in bronzo del Redentore sullo sfondo di una grande croce di travertino. Il paliotto argenteo raffigura 6 angeli in volo che adorano il monogramma.
La chiesa che ha subito danni a causa del terremoto del 2009, è stata restaurata e successivamente, riaperta nel 2014.
- Chiesa delle Anime Sante: si affaccia su Piazza Duomo, costruita nel 1713 in suffragio dei morti del terremoto del 1703. Costituisce il simbolo della ricostruzione barocca aquilana. Danneggiata gravemente dal terremoto del 2009, e assurta a simbolo del patrimonio religioso locale danneggiato dal sisma, con la rovina della cupola, nel 2017 la cupola suddetta è stata ricostruita, e nel 2018 la chiese dovrebbe essere riaperta al pubblico. Proprio la cupola di Luigi Valadier domina la grande piazza, a pianta circolare, la facciata d'ispirazione borrominiana è altresì molto particolarmente ricercata nella prospettiva e nelle forme, con accenti rococò, decorata da un finestrone e da nicchie con santi, progettata nel 1769 da Giovan Francesco Leomporri, e realizzata poi da Orazio Antonio Bucci. L'interno è a croce latina, caratterizzato da una navata unica culminante in un'abside rettangolare; lo spazio centrale è impreziosito dalle decorazioni della cupola, mentre la prima cappella a sinistra dello Spirito Santo ha una tela di Teofilo Patini ritraente Sant'Antonio di Padova.

- Chiesa di Sant'Agostino: si affaccia su Piazza San Marco, secondo mirabile esempio del barocco aquilano di ricostruzione. Il complesso monastico era molto antico, fondato nel 1282 da Carlo I d'Angiò, con l'intercessione del vescovo Niccolò Sinizzo, e fu la sede definitiva dei Padri Agostiniani, dopo che abbandonarono il convento di Sant'Onofrio in contrada San Giacomo. Nel Seicento il tempio fu restaurato da Francesco Bedeschini e quasi completamente ricostruito dopo il terremoto del 1703. Il progetto fu di Giovan Battista Contini, giunto all'Aquila nel 1707 per occuparsi della ricostruzione di San Bernardino.[7]I lavori furono avviati nel 1710 e completati nel 1725, eccezion fatta per gli arredi e le decorazioni. La chiesa fu impostata su pianta ellittica con ingresso dell'asse maggiore e ampio presbiterio absidato sul lato opposto. Agli estremi dell'asse minore furono poste due cappelle rettangolari e ai lati altre due cappelle quadrate minori. L'organismo della chiesa di Sant'Agostino rappresenta uno dei pochi esempi abruzzesi di compenetrazione tra schema longitudinale e schema centrale, partendo da un ovale molto allungato, di modello berniniano come la chiesa di Santa Maria in Montesanto a Roma: il prospetto principale si articola su due volumi, quello superiore corrispondente al tiburio e quello inferiore collegato all'ingresso. Il volume alto ha nel mezzo uno stemma circolare con la figura di Sant'Agostino, gli spazi laterali sono scanditi da due grandi lesene per lato. Lo spazio interno non è stato realizzato dal Contini, definito da archi maggiori in corrispondenza degli assi, e minori in corrispondenza delle cappelle quadrate, su di essi un ordine di paraste corinzie giganti che sostengono la trabeazione continua, da cui si eleva la cupola ellittica. Il coro ligneo dell'abside, le statue delle nicchie, sono chiaramente barocchi, come le tele del Bedeschini di Sant'Agostino, della Vergine con Sant'Agostino, insieme agli affreschi delle volte con scene di vita del santo e alle quattro statue dei maggiori Dottori della Chiesa, opera del Cornacchini.

- Chiesa di San Marco: si trova prospiciente la chiesa di Sant'Agostino, e fu realizzati dai castellani di Pianola di Roio nel XIV secolo. L'impianto segue ancora le forme della chiesa originale, anche se l'interno è stato trasformato a navata unica barocca. La facciata è trecentesca, con l'aggiunta nel 1750 dei due campanili gemelli, con statue di santi. Degna di nota è la Madonna col Bambino del Quattrocento, posizionata sotto la cornice di coronamento della facciata; il portale trecentesco romanico è una replica del portale di Santa Giusta, invece quello più antico si trova a sinistra, forse proveniente dalla scomparsa chiesa di Santa Maria di Bagno. Tale portale è romanico, decorato dall'Agnello Mistico con il gruppo del Tetramorfo degli Evangelisti.

### Architettura civile
- Palazzo Centi: uno dei palazzi più rappresentativi della città, situato nella piazza principale del quartiere, davanti alla chiesa di Santa Giusta. Fu costruito a metà del Settecento per volontà di Gian Lorenzo Centi di Montereale, e forse progettato da Loreto Cicchi di Pescocostanzo, altrimenti noto come Maestro Cola de Cicco.[8]Caratterizzato da un'elegante facciata in stile barocco, con ampio balconata borrominiano a volute e rientranze geometriche, in corrispondenza del piano nobile, il palazzo è arricchito da diverse decorazioni murarie, sia sulla facciata, che sulla merlatura dell'ultimo ordine. Danneggiato dal terremoto del 2009, fino a quell'anno ospitava la Presidenza della Regione Abruzzo, e i lavori di restauro dovrebbero essere completati nell'interno entro il 2018.

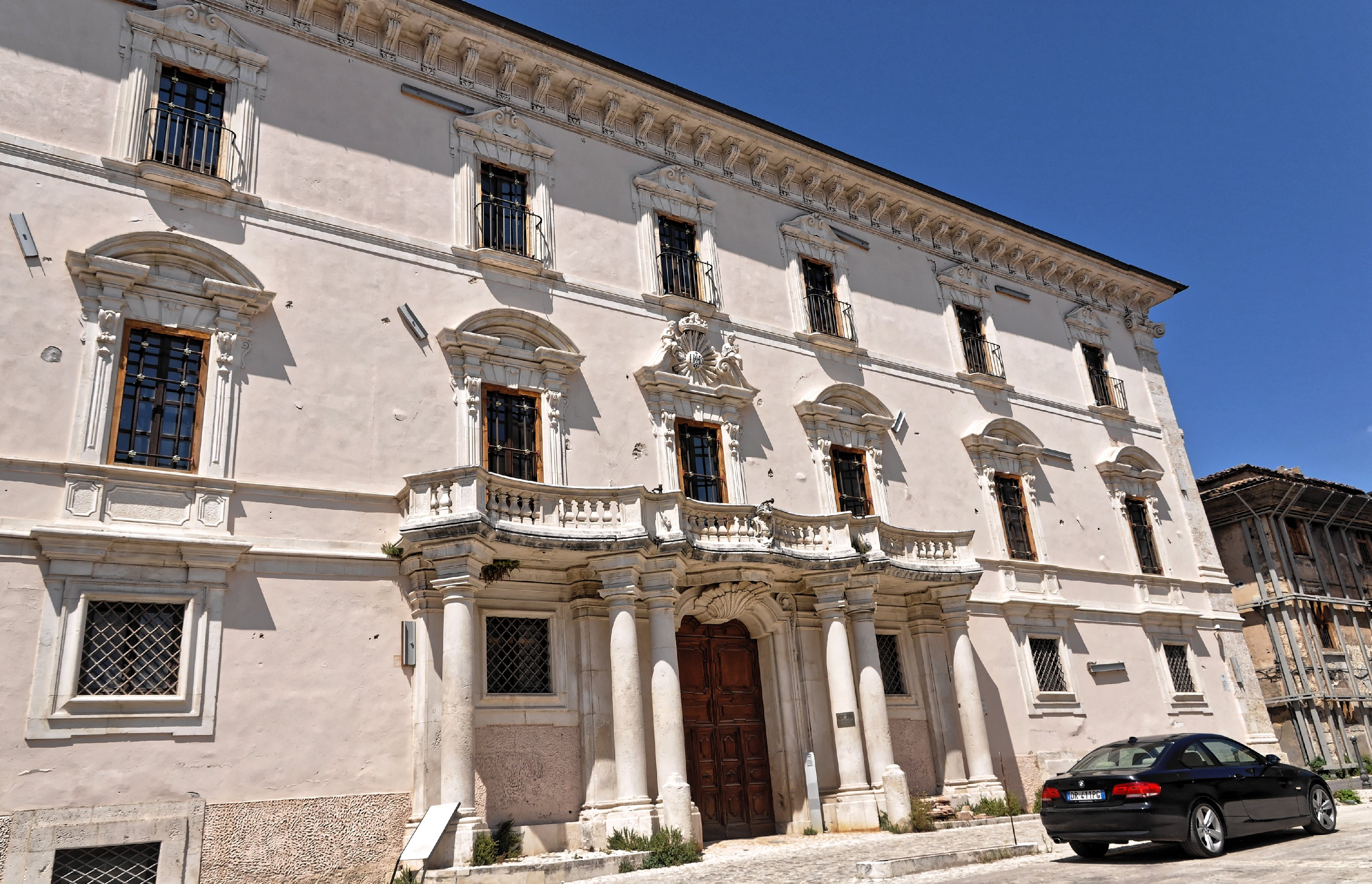
Palazzo Centi, facciata

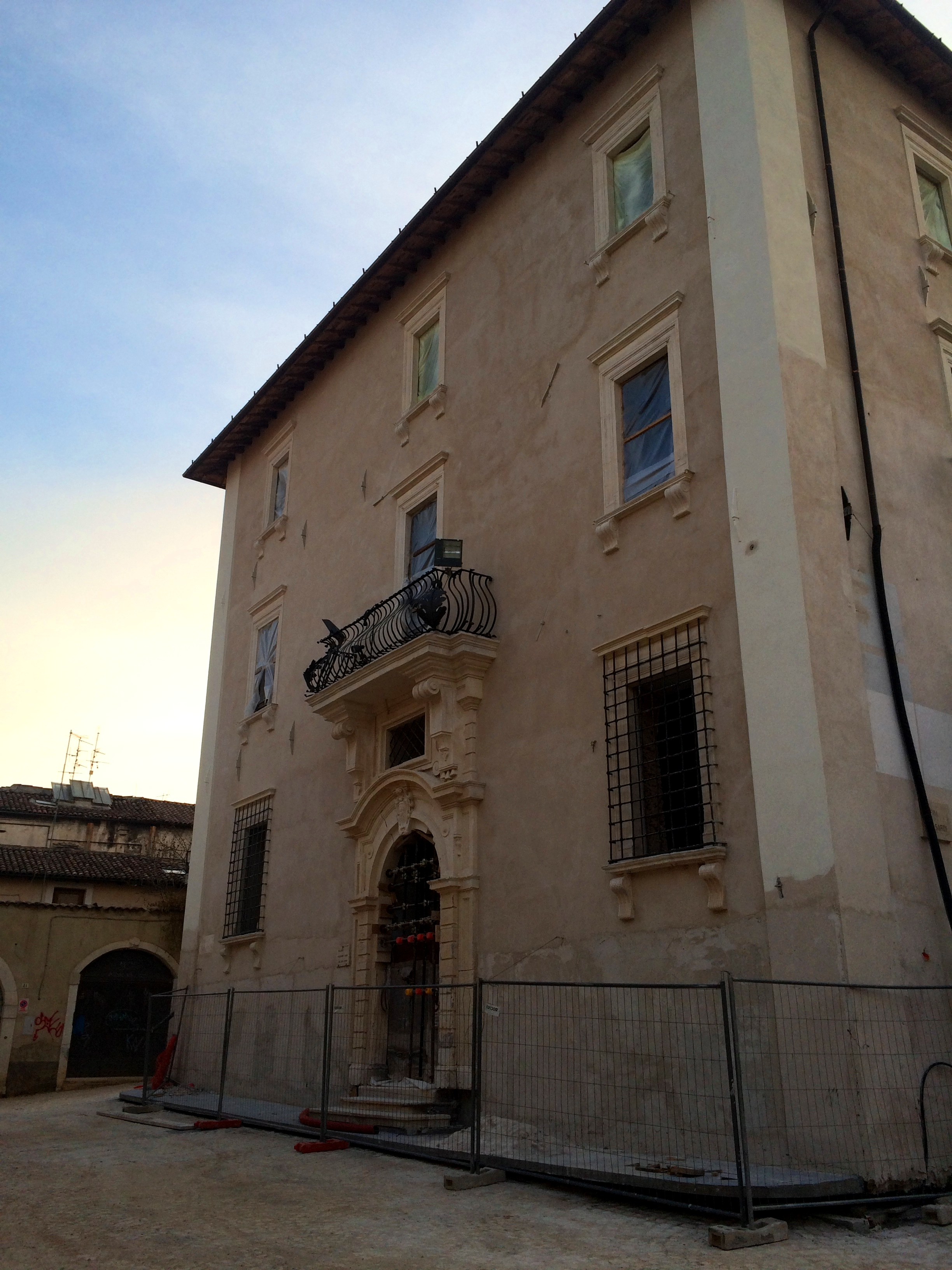
Palazzo Gagliardi Sardi

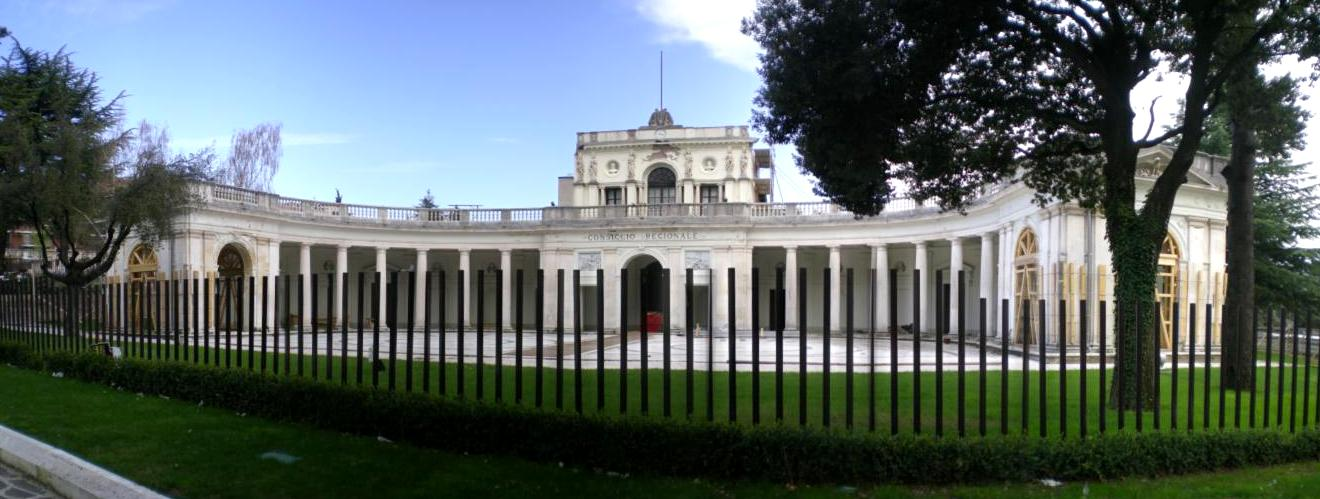
L'Emiciclo, sede del Consiglio Regionale

- Palazzo Gagliardi Sardi: si trova nella piazza davanti alla chiesa di San Flaviano. L'edificio è una storica residenza della famiglia Gagliardi, di origini normanne, insediatasi a L'Aquila sin dal 1254 circa. Il palazzo fu ricostruito dopo il terremoto del 1703, come testimoniato dall'articolazione dello spazio, di stampo barocco, tra il palazzo e la prospiciente chiesa. Il palazzo a pianta rettangolare, si staglia isolato tra la piazza e via Sardi, via delle Grazie e via San Flaviano, La forma allungata è parallela ai costoloni che caratterizzano l'intero quartiere, tra costa Masciarelli e via Fortebraccio. La facciata principale è posta sul lato sud-orientale, sulla piazza frontalmente a quella della chiesa, ed è caratterizzata dalla presenza centrale di un portale barocco del 1710, sormontato da un balconcino che si inserisce all'interno, in una matrice regolare di tre finestroni su tre livelli.

- Palazzo dell'Emiciclo: detto anche "Palazzo dell'Esposizione", è uno degli edifici ottocenteschi più significativi dell'Aquila, situato presso la villa comunale. Il sito fino al XVII secolo era occupato dal convento di San Michele, rimaneggiato ampiamente dopo le soppressioni degli ordini, e ricostruito come palazzo in stile neoclassico. I lavori furono condotti dall'architetto Carlo Waldis, autore dell'originale facciata a semicerchio. Il prospetto è disposto su 6 lati con porticato. Il soffitto del porticato è sostenuto da 12 colonne doriche e termina con 2 edicole. Al centro è presente un'ampia balconata in cima alla quale si apre una grande finestra. I busti scolpiti sono quelli di Bacco e Cerere, collocati sui fianchi laterali; la scritta originaria era "Palazzo dell'Esposizione", poiché la struttura fu usata per varie manifestazioni pubbliche culturali, seguendo la scia delle maggiori città europee. Successivamente dal 1963 ha ospitato il Consiglio Regionale d'Abruzzo, ragion per cui venne realizzato alle spalle del palazzo uno stabile più moderno e più grande, tuttavia di dubbie qualità artistiche.

- Palazzo ex GIL - Rettorato Gran Sasso Science Institute: si trova accanto all'Emiciclo e fu costruito tra il 1929 e il 1932, per ospitare la sede dell'Opera Nazionale Balilla, progettato dall'architetto Paolo Vietti Violi, ma realizzato dagli ingegneri Luigi Cardilli e Vincenzo Di Nanna. Dopo la seconda guerra mondiale il palazzo divenne Istituto Tecnico Industriale, e dopo la costruzione della nuova scuola nel quartiere Pettino, il palazzo venne inglobato nel complesso del Consiglio Regionale, fino a diventare il nuovo rettorato, nel 2017 dell'Università "Gran Sasso Science Institute".
Il palazzo, in via Iacobucci, fa parte delle architetture del Ventennio che hanno caratterizzato la zona del viale Crispi, come la chiesa di Cristo Re e le villette liberty: si presenta come un volume a ferro di cavallo di due livelli, adagiato su in basamento rettangolare con una leggera chiusura ad esedra nella parte retrostante verso il giardino, probabile richiamo al Palazzo dell'Esposizione. La facciata è suddivisa in tre settori, di cui il centrale aggettante verso la strada, ciascuno dei quali con tre bucature disposte su ciascuno dei tre livelli, è caratterizzata da possenti cornicioni e da timpani neorinascimentali.

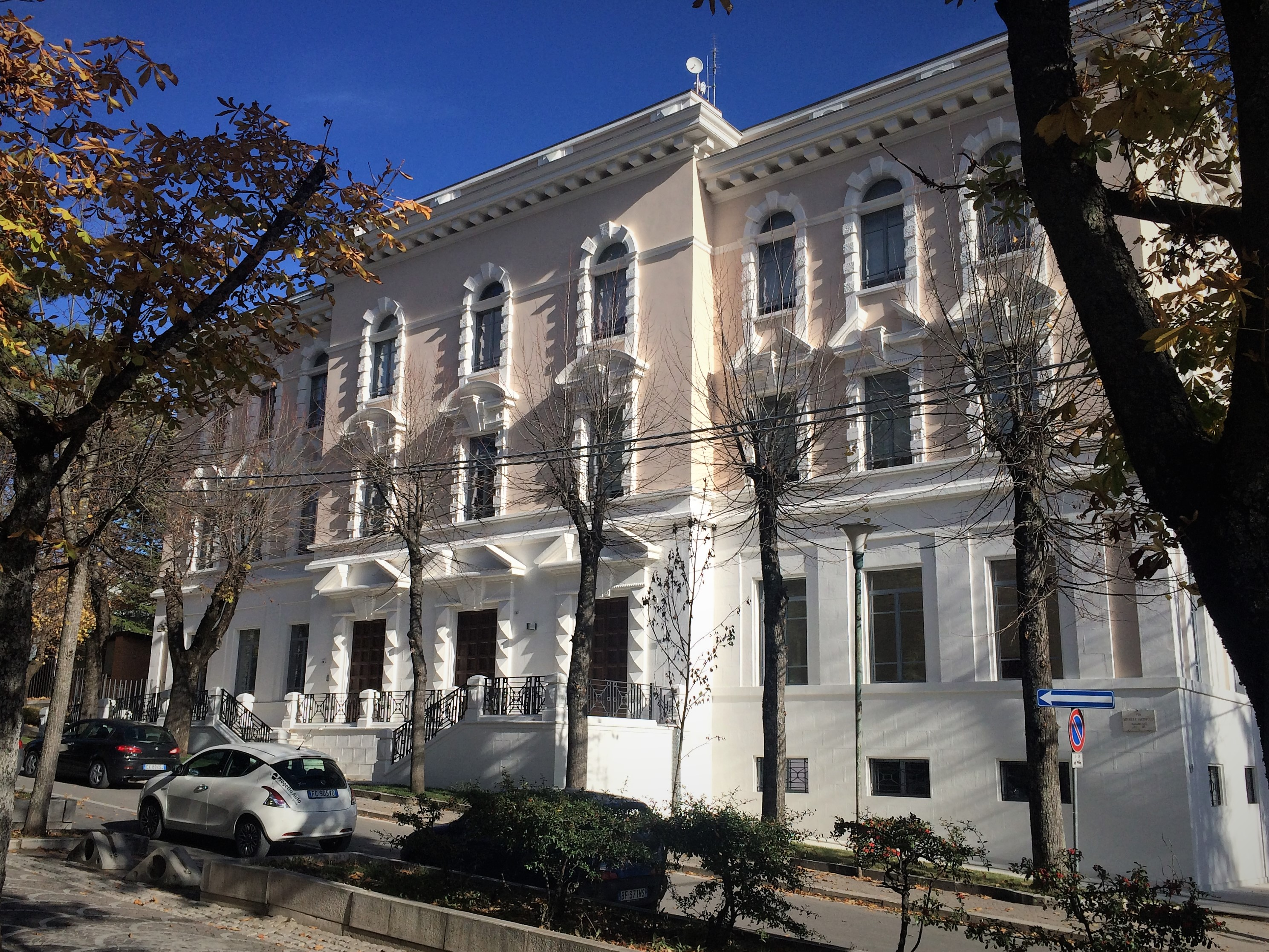
Palazzo ex GIL

- Casa della Giovane Italiana: si trova sul viale Francesco Crispi, accanto alla chiesa di Cristo Re. L'edificio venne realizzato sul lato opposto del viale in corrispondenza con l'ex Palazzo GIL, progettato dall'ingegnere Achille Pintonello, il quale costruì all'ingresso del Corso Vittorio Emanuele anche la Casa del Combattente. Il palazzo ha uno stile razionalista tipico del Ventennio, occupando un lotto quadrangolare mediante tre volumi: uno allungato parallelamente al viale Crispi, e gli altri posizionati ortogonali ad esso, in maniera sfalsata e caratterizzati dall'arrotondamento dello spigolo; questo taglio rimanda alla semplicità delle forme tipiche del razionalismo. Il palazzo ha tre livelli con terrazza panoramica, ben delineati dalle vistose cornici marcapiano. I primi due livelli sono organizzati secondo un corridoio di distribuzione longitudinale.

Polo direzionale dell'Ex ospedale psichiatrico di Collemaggio

- Ospedale Psichiatrico di Collemaggio: si trova su una collinetta a sinistra, presso il piazzale della basilica. Il palazzo fu costruito nel XX secolo come sede di ricovero degli alienati della provincia aquilana. In origine i malati dell'Abruzzo Ultra II erano mandati al Regio Manicomio di Aversa, e dopo il sovraffollamento di questo, nel 1884 i malati vennero spediti nell'ex Ospedale psichiatrico di Teramo, dove già nel 1891 si registravano 150 malati aquilani.[9]Per permettere la più facile comunicazione tra parenti e malati, il nuovo ospedale aquilano fu costruito nel 1915 vicino alla Basilica di Santa Maria di Collemaggio e rimase attivo fino alla chiusura nel 1975. Successivamente dopo il terremoto del 2009, l'ex ospedale è stato in parte recuperato e usato come centro studi di medicina e psichiatria. Il complesso è accessibile attraverso una muraglie di contenimento con cancello, da cui si accede a un ampio piazzale geometrico, dove si trova il polo principale a pianta rettangolare della direzione. Il palazzo ha caratteristiche molto sobrie in stile neoclassico, mentre le altre strutture rettangolari dimostrano un aspetto più moderno.

- Casa-torre di via Benedetti: è una struttura rettangolare con l'esterno molto rimaneggiato, dove si leggono gli interventi medievali e settecenteschi, dopo il sisma del 1703. La parte in conci di pietra appartiene alla torre medievale di controllo, mentre il resto dell'architettura molto sobria è posticcia.
- Case Oliva - Hotel Sole: palazzo settecentesco ricavato da abitazioni medievali, delle quali si conservano alcuni portali di base ad arco gotico. La facciata principale mostra un portale a cornice classica, e una suddivisione di cornici in quattro livelli. Alla base si alterna un ordine di quadrotte, che si contrappongono al secondo ordine di essere che sta sotto una grande balaustra dell'ultimo settore. Ciascuno spigolo dei quattro lati è rivestito in bugnato.

- Palazzo Alfieri Ossorio: si trova in via Fortebraccio, vicino alla chiesa della Madonna degli Angeli. Il palazzo fu costruito nel XV secolo come residenza estiva della nobile famiglia. L'antico palazzo fu danneggiato dal terremoto del 1703, anche se all'interno è ancora possibile vedere qualche elemento della storica costruzione rinascimentale. Nel 1878 Barbara Micarelli fondò nel palazzo l'Istituto "Santa Maria degli Angeli", che ha caratterizzato la formazione delle donne aquilane e non solo. La struttura ha impianto planimetrico piuttosto complesso, occupando l'intero isolato della via, decumano orientale della città, insieme a via Micarelli, vicolo Santa Maria degli Angeli e la parte delle mura medievali di Porta Bazzano. La facciata principale di via Fortebraccio è suddivisa in due parti: la prima più antica è a tre livelli, a carattere rinascimentale, con apparati decorativi tardo-medievali, come le finestre bifore a carattere trecentesco; la seconda parte è tardo-rinascimentale, e il prospetto è concluso dalla presenza della chiesa degli Angeli. Internamente il palazzo presenta un'interessante sequenza di porticati, logge e aule a soffitto ligneo, che immettono nell'ampio cortile centrale, circondato da porticato con arcate ogivali.

- Palazzo Ciccozzi: si trova su una traversa di Piazza Duomo in direzione di Piazza San Marco, e risale al XVIII secolo. La struttura, molto elegante, è divisa in due livelli da cornice, quello di base accoglie i portali settecenteschi in stile classico, con cornici decorate da volute, e nel caso del portale maggiore da balconata che sormonta l'accesso; mentre il lato superiore ospita le finestre decorate da cornici a timpano alternato triangolare e curvilineo.

- Palazzo della Banca d'Italia: si trova all'ingresso del corso Federico II da Piazza Duomo, ed è stata realizzata nel 1941, demolendo degli stabili settecenteschi. Il palazzo è in chiaro stile razionalista, anche se non presente quei caratteri futuristici, preferendo mantenere un elegante equilibrio tra linearità moderna del fascismo e gli schemi dei palazzi classici. La facciata principale si trova sul corso, ed è ornata alla base da un portico ad arcate a tutto sesto, dove si innalzano i due settori degli uffici, molto schematizzati da paraste., in modo da offrire un contrasto tra le paraste e le linee bianche del marmo con i mattoni rossi che rivestono l'esterno.

- Casa Lepore: interessante esempio di architettura civile rinascimentale aquilana, situata all'ingresso di via Fortebraccio dalla scalinata di San Bernardino. Il palazzotto ha pianta quadrata, con la facciata principale divisa in due da un rialzo a sinistra della torretta principale, dove grandeggiano due eleganti finestre bifore trecentesche, con decorazione a gattoni.

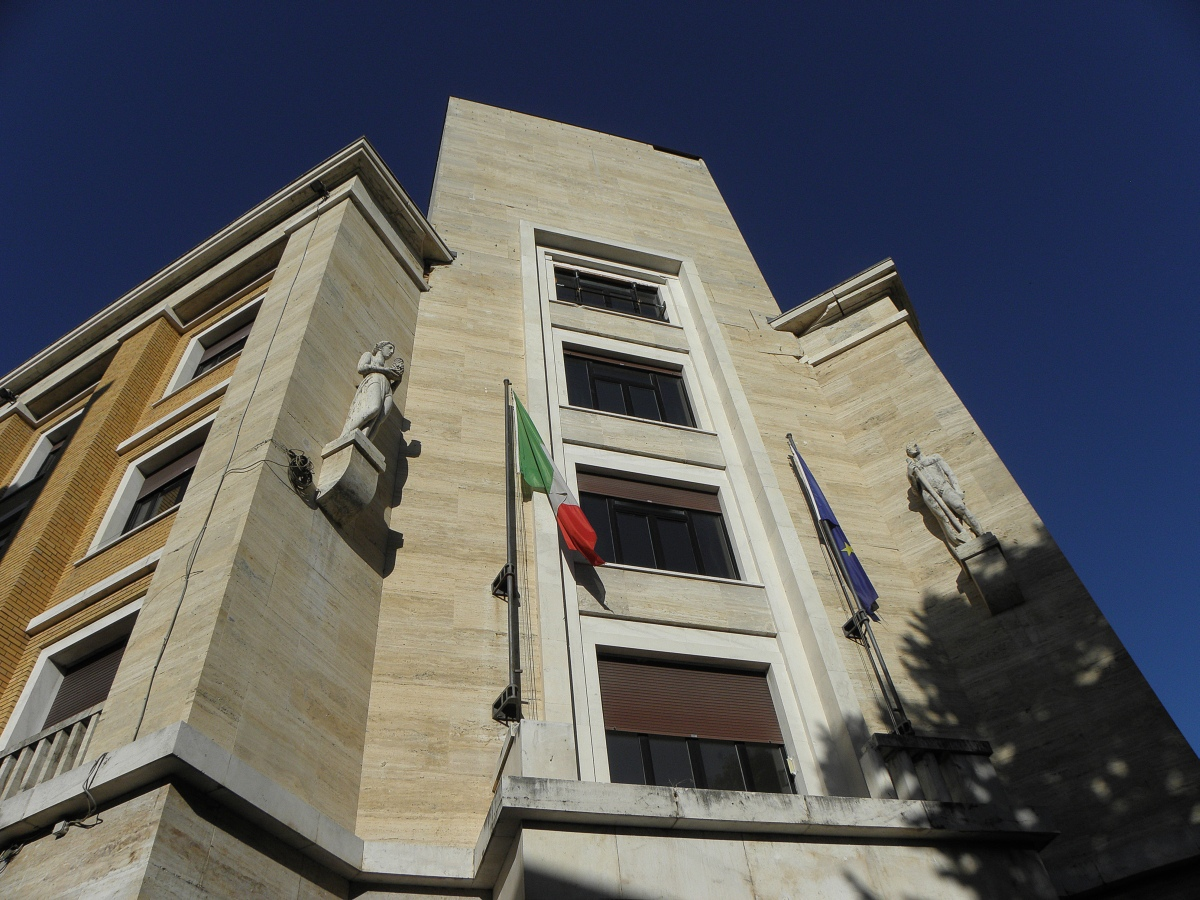
Istituto INPS

- Palazzo Istituto INPS: è stato realizzato intorno al 1937 allo sbocco del corso Federico II sulla villa comunale. Il palazzo è stato realizzato in contemporanea con l'attiguo Grande Albergo del Parco. Dopo il terremoto del 2009 la sede è stata spostata in una struttura più moderna, anche se il palazzo funge sempre da istituto, venendo acquistato dal comune. La struttura ha pianta quadrangolare in stile razionalista, con la facciata che si apre allo sbocco del corso, allargando il vertice dei due lati che confluiscono nella strada. I marmi e le due statue monumentali danno al palazzo un chiaro tono razionalista, e tale volume si innalza fino a realizzare una torretta di controllo. L'ingresso è inquadrato in una semplice cornice schematica, provvista di balconata superiore. L'insieme è schematizzato da costoloni, e sta a rappresentare la visione modernista del nuovo stile fascista.

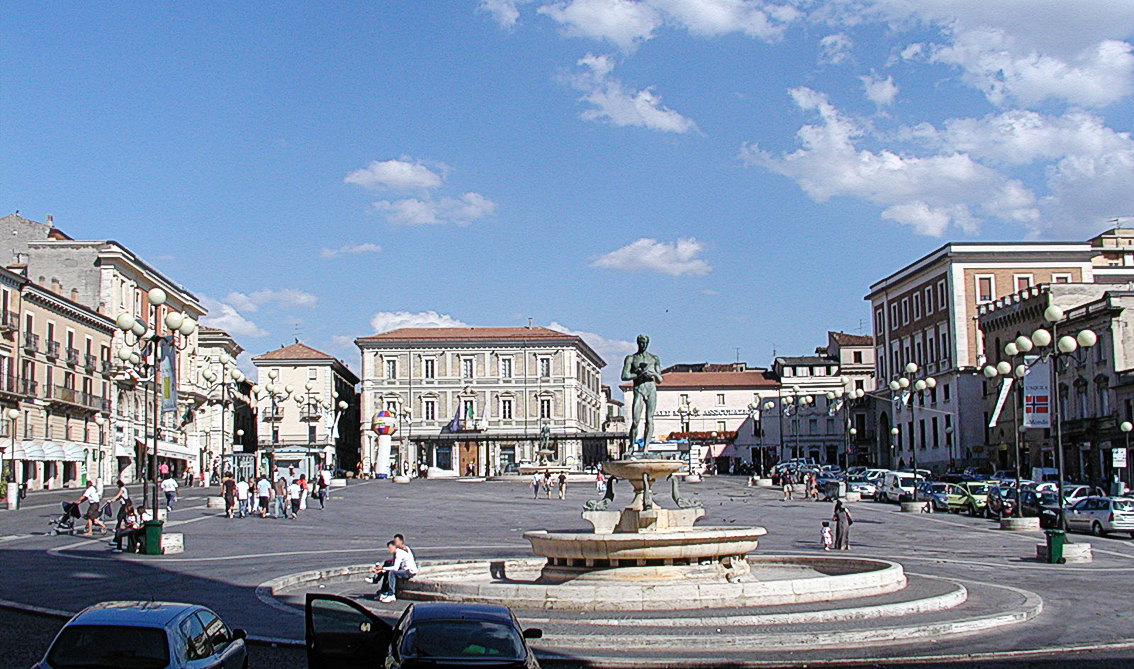
Veduta di Piazza Duomo dalla Cattedrale: al centro il Palazzo Betti e a destra la Banca d'Italia

- Palazzo della Prefettura: si trova in Piazza della Repubblica, accanto alla chiesa di Sant'Agostino. La sua realizzazione si inserisce nell'ambito di ricostruzione post terremoto 1703, poiché il vecchio palazzo del monastero agostiniano era andato completamente distrutto, fondato nel 1282 da Carlo I d'Angiò. Nel 1707 Giovanbattista Contini ripristinò il cortile e la chiesa, disponendola di nuova pianta ellittica, con facciata rivolta in Piazza San Marco. Nel 1606 il regime napoleonico chiuse il convento, dove si insediò un Commissario Regio, e gli agostiniani si trasferirono nel monastero di Collemaggio. Il convento fu spogliato degli arredi sacri, e divenne sede di uffici pubblici. La nuova fase di lavori di ristrutturazione ebbe inizio nel 1809, concludendosi nel 1814, determinandone l'impostazione planimetrica, specialmente della facciata. Nel 1820 vi fu costruito un piccolo teatro in legno denominato "Sala Olimpica", voluta dal cavalier Federico Guarini. Nel 1861 il Palazzo divenne sede della Prefettura dell'Aquila, e tale rimase fino al terremoto del 2009, che danneggiò seriamente l'edificio, riducendolo a uno dei monumenti più disastrati della città. Infatti nel 2012 è stata riaccomodata la parte dell'ingresso, ma per il resto della struttura è stato necessario il progetto di semi-demolizione e ricostruzione, i cui lavori sono partiti nel 2017.
L'edificio è a pianta trapezoidale, adiacente alla chiesa agostiniana, con la corte interna ed è disposto su due livelli. La facciata ruotata rispetto all'intero complesso. si presenta sobria con un elemento aggettante in corrispondenza del portico d'ingresso, rivestito in pietra e caratterizzato da piccola balconata sospesa su due paia di colonne che inquadrano il portale maggiore.

- Grand Hotel del Parco (ex Grande Albergo L'Aquila): si trova nella villa comunale, alla fine del corso Federico. Realizzato negli anni 1930, dopo il progetto del 1929, il Grande Albergo sorge su un'area che fino al primo Novecento era pressoché vuota. Vi sorgeva solo la casa dei Frasca, con un palazzotto di proprietà Vastarini Cresi. L'esproprio delle strutture avvenne nel 1939, con la demolizione degli edifici, e l'inizio della costruzione dell'albergo. Il primo progetto fu affidato nel 1936 all'architetto Gino Franzi di Roma, e sottoposto a diverse varianti; seguì nel 1939 il progetto di Bernardino Valentini, che nel 1940 venne approvato nella versione definitiva, la quale determinò l'aspetto attuale dell'edificio. Particolarmente interessante il prospetto sul viale Luigi Rendina nel quale si vede, sulla destra, l'ingresso al "Grande Garage Generale"; secondo testimonianze dirette negli anni della seconda guerra mondiale i locali del garage furono usati come sala da ballo.[10]La presenza di un ampio spazio destinato a verde era espressione di una cultura architettonico-urbanistica, molto attenta al verde pubblico. Lo spazio del giardini accanto all'albergo è ancora oggi visibile, soprattutto in via San Michele.

- Case medievali di Costa San Flaviano: si tratta di un vicolo che fiancheggia la chiesa omonima, terminando con una costruzione dotata di torretta e arco di base. Le case hanno un aspetto rimaneggiato a causa dei vari terremoti, ma mantengono l'aspetto originario nell'impianto, addossate l'una all'altra. La casa maggiore della costa è dotata di una torre settecentesca con finestre ad arco a tutto sesto. Presso la vicina via Casella si trova un'abitazione molto interessante, restaurata dopo il sisma 2009, che mostra sulla facciata tre arcate a tutto sesto risalenti al Quattrocento, intervallate da colonnine circolari con capitelli finemente lavorati.

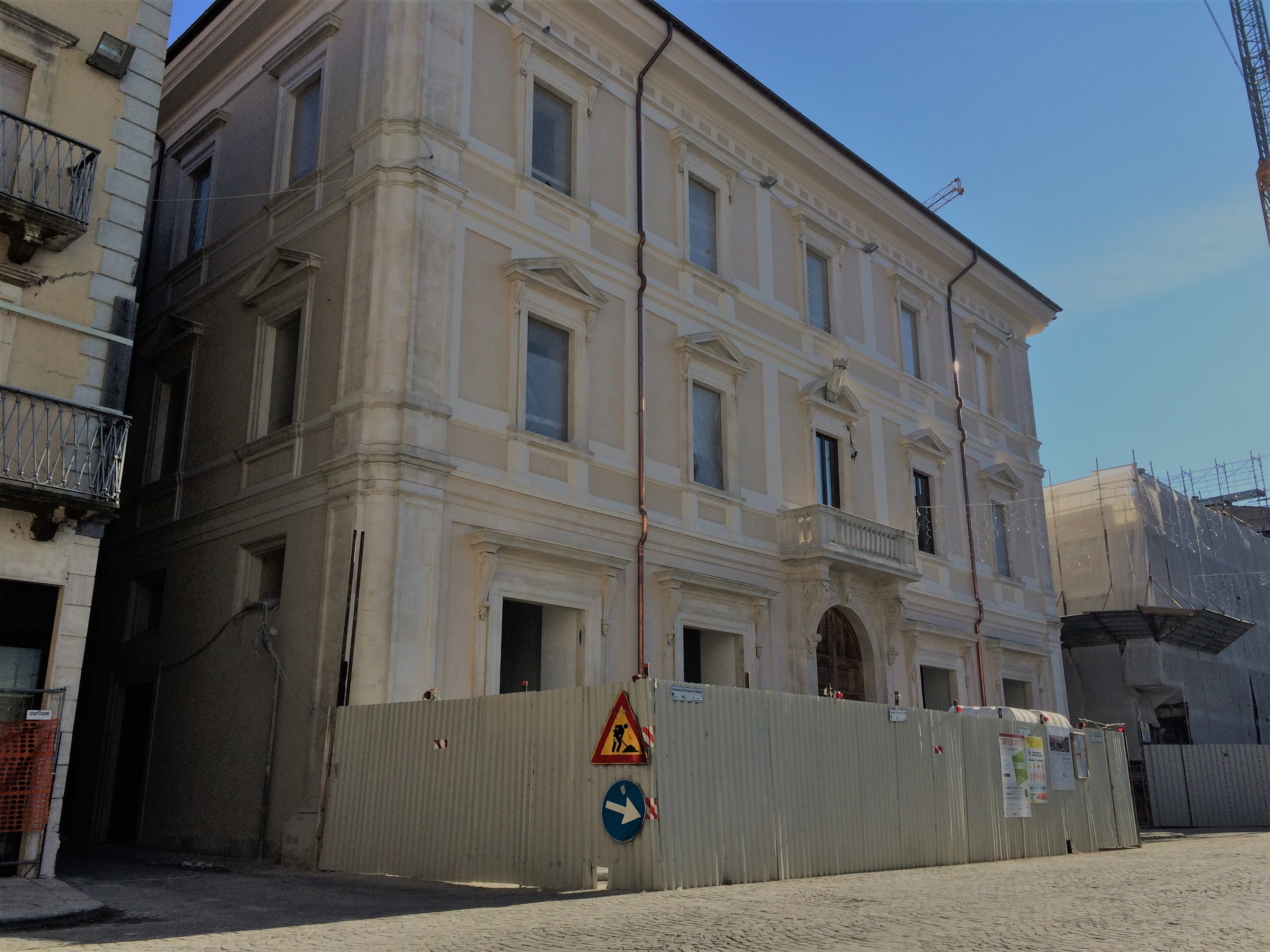
Palazzo Betti

- Palazzo Betti: si affaccia su Piazza Duomo, edificato dopo l'Unità d'Italia per volere di Gustavo Betti. L'edificio fu ammodernato negli anni 1930, perdendo la connotazione neorinascimentale nelle parti laterali, eccetto la facciata, rimasta più o meno nello stile originale. Il 12 ottobre 1924 Benito Mussolini si affacciò sul balcone principale per un discorso al pubblico; nel dopoguerra il palazzo fu usato per ospitare la sede del Banco di Roma, e successivamente per diverse attività commerciali, fino al sisma del 2009, che non l'ha danneggiato in maniera rilevante. La struttura presenta una struttura quadrangolare irregolare con corte al centro: la facciata in stile neorinascimentale ha uno schema classico, con tre ordini di cinque bucature con le finestre centrali di dimensione maggiore. Il finestrone centrale al piano nobile è dotato di balcone in pietra, sormontato dallo stemma familiare, con un'aquila nella parte superiore e un leone nell'inferiore. L'interno ha una pavimentazione in stile veneziano.

- Palazzo Dragonetti De Torres: in via Grifo-Santa Giusta, da non confondere con l'omonimo di via Roio, è una interessante struttura rinascimentale. Il palazzo risale al XV secolo, anche se è stato rimaneggiato, tuttavia mantiene molti aspetti della struttura originaria. Appartenne ai Dragonetti, una delle nobili famiglie aquilane più influenti nella vita forense, e successivamente ai De Torres di Napoli. Ha pianta rettangolare con suddivisione tre livelli. I primi due non sono molto interessanti, eccezione per l'ordine delle finestre con timpani triangolari e curvilinei alternati, mentre il terzo livello mostra ancora le finestre ad arcata del Cinquecento, intervallate da colonnine cilindriche. Su uno spigolo si trova il monumentale stemma dei Dragonetti, ossia un araldo con dentro un dragone rampante, sormontato da una testina d'angelo alata. L'interno è preceduto da un chiostro monumentale scandito da arcate con capitelli corinzi finemente lavorati, in stile cinquecentesco, e volte a crociera.

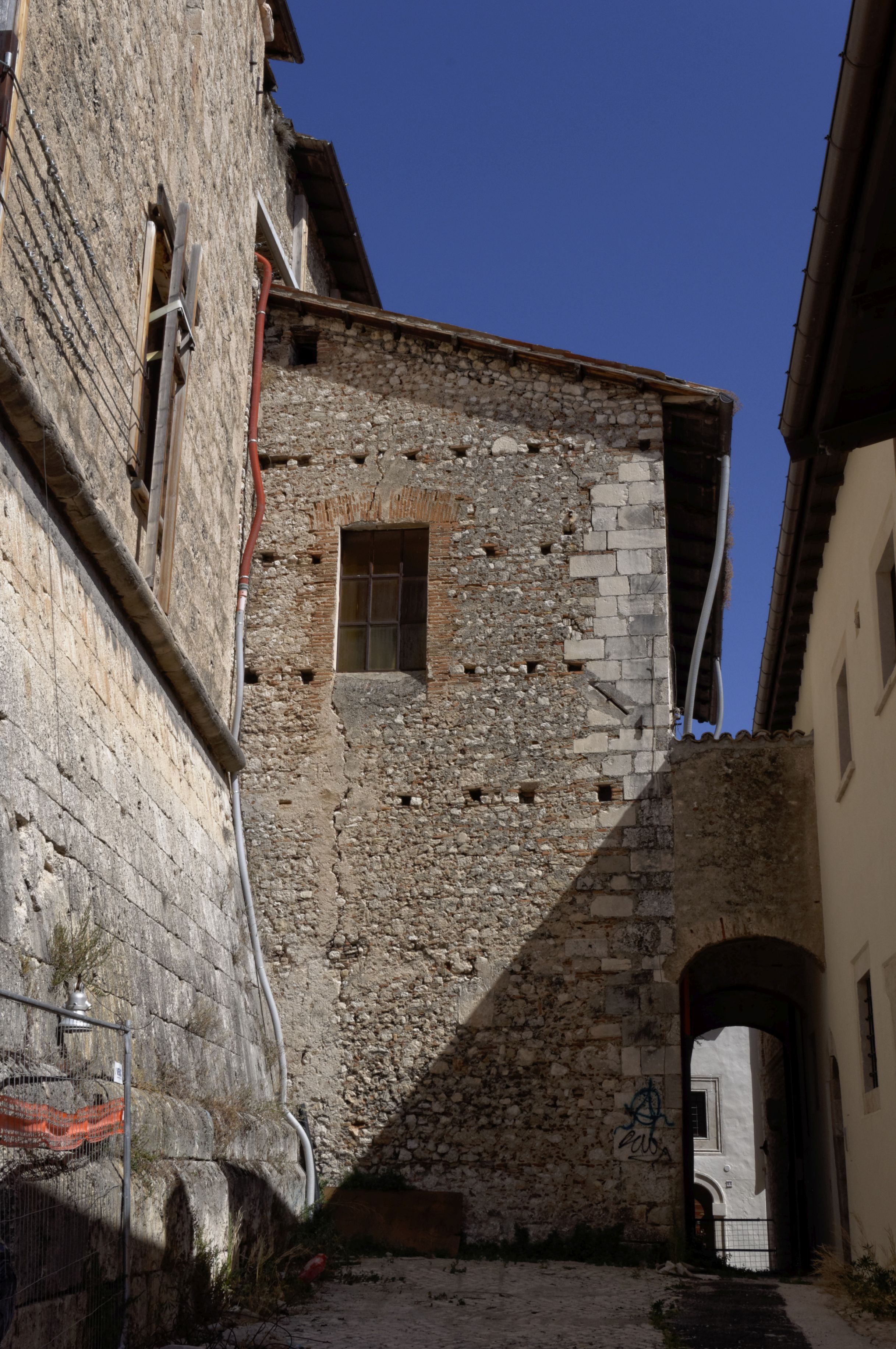
Vicolo del campanile turrito della chiesa di Santa Maria Paganica

- Ex Cinema Massimo: si trova sul corso Federico II, risalente all'epoca fascista, in stile razionalista. Ha pianta rettangolare, ed è rivestito in marmo, con monumentali colonne schematiche che compongono il portico di accesso. Ci sono alcuni bassorilievi di interesse in stile razionalista, tra le quali la stessa scritta CINEMA MASSIMO. Dopo il terremoto del 2009, il cinema è stato spostato, ma ci sono progetti per occupare i vasti locali interni per uno sviluppo culturale, dopo un primo restauro di consolidamento. Il nuovo sindaco Pierluigi Biondi ha assicurato con la delibera Cipe 48 del 2016 è stata finanziata per 300 mila euro la progettazione del secondo lotto di lavori, che saranno completati con i 3 milioni e 954 mila euro previsti nell'imminente delibera del Comitato interministeriale per la programmazione economica [...] Se il cronoprogramma verrà rispettato saranno necessari due anni e mezzo per il completo recupero dell'immobile, inserito nella programmazione 2019-2020 del piano triennale delle opere pubbliche.[11]

- Palazzo Manieri: in via Guelfaglione, è uno storico palazzo risalente al XVII secolo. L'ingresso è in via Bazzano, anche se in passato ha avuto altro ingresso sul corso Federico II. L'edificio si presenta con impianto a corte chiusa, che si sviluppa su tre piani fuori terra, più un piano sotterraneo, ad eccezione dei due ambienti adibiti a cantine, il palazzo non ha alcun piano sotterraneo vero e proprio. Il manufatto si presenta come un complesso con edificazione compatta, realizzato in muratura portante ed è completamente intonacato: la sua copertura è in coppi e tutti gli imbotti delle aperture sono in materiale lapideo, e dello stesso sono i due cantonali d'angolo, i balconi e il cornicione.[12]
Il palazzo ha al piano terra, che si affaccia sul corso Federico cinque negozi, un bar in via Bazzano e un ufficio all'ingresso della corte. Il primo piano è composto da uffici, mentre il secondo è diviso in nove unità. Nell'insieme architettonico, il piano terra si presenta con tutti gli ambienti voltati, con volte a schifo o mattoni, con la sola eccezione di un ambiente interno al cortile, che ha i solai in acciaio. Al primo piano si trovano ambienti con volte settecentesche realizzate a schifo, alcune a mattoni a taglio, tranne quella dia via Guelfaglione, in mattoni a doglio. I solai del piano secondo sono stati realizzati in acciaio e laterizi.

- Palazzo Simeonibus De Marchis: si trova su via Indipendenza, presso Piazza San Marco, e appartenne alla ricca famiglia Simeonibus, in attività in città nel XV secolo. Successivamente appartenne ai De Marchis di Ocre, della cui famiglia Giorgio De Marchis Bonanni fondò una onlus aziendale, attiva fino al 2009, quando fu spostata nel Palazzo Cappa Cappelli sul corso Vittorio Emanuele. Il palazzo ha aspetto settecentesco don un bel portale ad arco a tutto sesto con punte di diamante.

- Palazzo Romanelli: tra via Fortebraccio e via Barbara Micarelli, il palazzo settecentesco è frutto dell'accorpamento di più strutture dopo il terremoto del 1703, mostrandosi diviso in due tronconi stilistici. La base è dotata di archi e portali che denunciano la matrice rinascimentale in un lotto e quella settecentesca nell'altro. Il portale rinascimentale è fasciato in bugnato. L'interno è preceduto da un elegante chiostro ad arcate.
- Palazzo Cipolloni Cannella già Palazzo Bonanni
- Palazzo Lucentini Bonanni detto Palazzo Bonanni

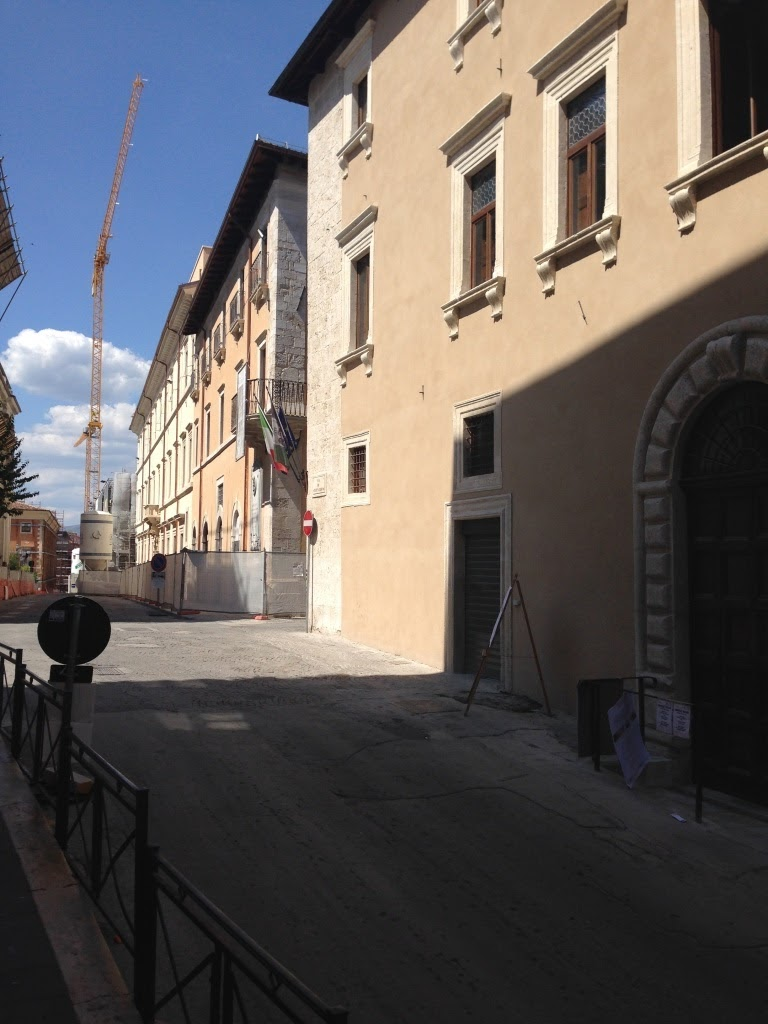
Palazzo Fibbioni Lopez, e in lontananza Palazzo Cioli

- Palazzo Santospago Dragonetti: in via Fortebraccio, risale al XV secolo. La facciata è in conci di pietra sagomata, cornici delle finestre e dei portali, angolata in pietra su Piazza Bariscianello. Lo stemma nobiliare è in pietra finemente scolpita sull'angolatura sud; il vano d'ingresso è al piano terra, pavimento in cotto antico e copertura a volticine a crociera in mattoni pieni. Il muro è a scarpa al piano terra, loggiato del vano con scala monumentale e nicchia affrescata sul pianerottolo.

- Palazzo Barattelli: in Piazza Bariscianello, mostra forme neoclassiche, con sagome di bugnati realizzate in malta, cornici alle finestre, pregevoli volte in foglio del piano seminterrato; scala di distribuzione ai piani superiori di chiaro richiamo liberty internazionale, con modanature a volute e pianerottolo con pianta curva, cartigli ciechi ai vari piani.

- Villa Nurzia: si trova nella zona del viale Crispi a confluenza con via Campo di Fossa e via D'Annunzio. La villa è considerata l'esempio perfetto dello stile liberty aquilano, insieme a villa Silvestrella nel rione Santa Maria. Il villino è sempre appartenuto all'omonima famiglia che lo costruì, ed è stato restaurato dopo il sisma del 2009: di particolare ha gli stucchi situati nelle porte, nelle finestre, nei balconi e negli angoli degli spigoli. Motivi floreali, animali e volti umani sono raffigurati nelle forme più disparate, specialmente le figure umane mostrano diverse espressioni. L'impianto è rettangolare, con un secondo corpo che si erge a torretta, e un terzo a capanna con tetto a spioventi che funge da ingresso. Le decorazioni a stucco decorano i davanzali delle finestre, e presso le cornici dei tetti ci sono motivi vegetali intagliati nel legno. L'interno è stato alterato negli anni, ma di interesse si conservano le mattonelle, realizzate con graniglie dell'Umbria, all'ingresso c'è un quadro raffigurante Cristo tra gli apostoli, di autore incerto, forse Teofilo Patini.

### Mura

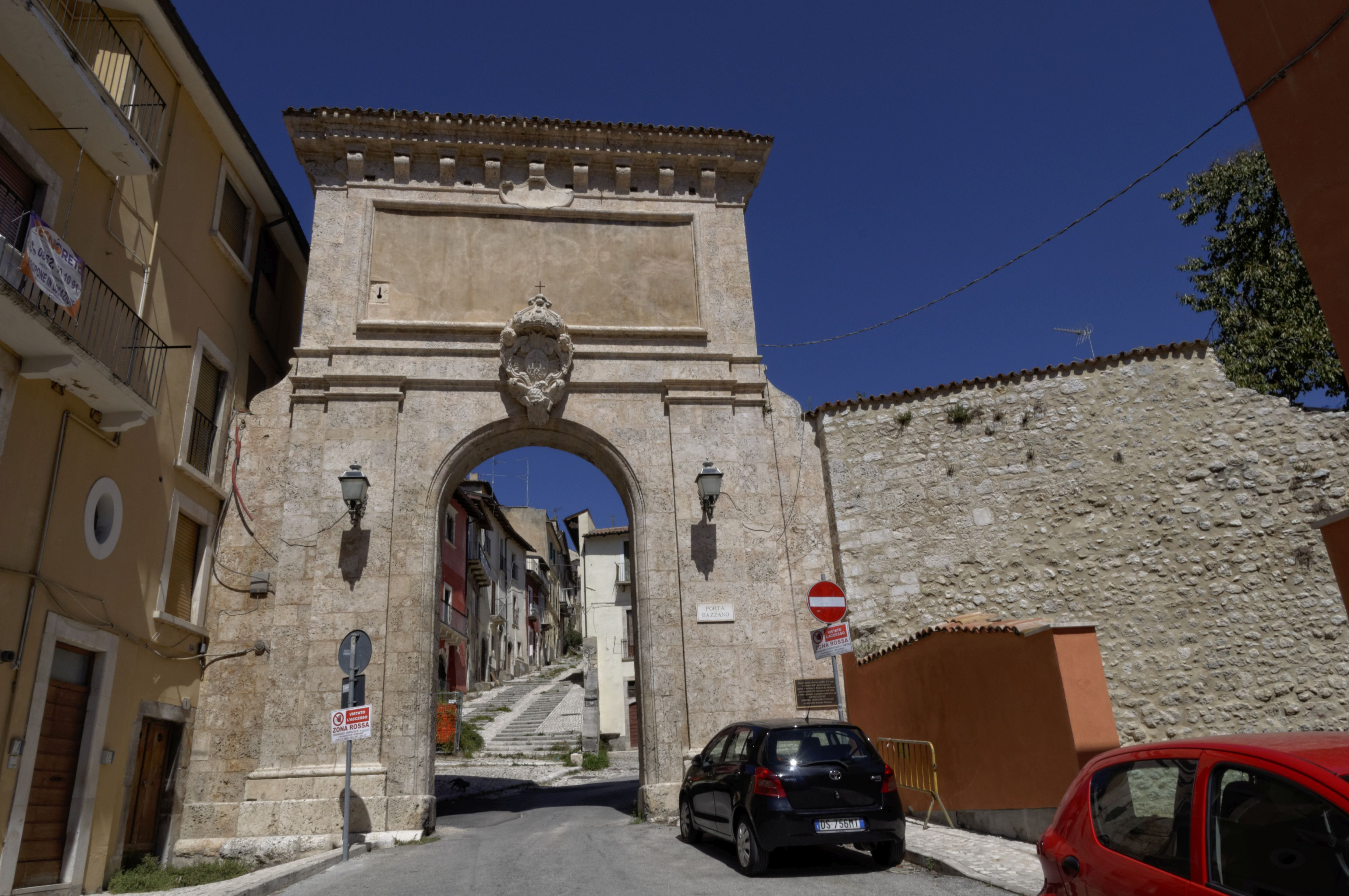
Porta Bazzano

- Porta Bazzano: si trova all'ingresso di via Fortebraccio dal piazzale del Termina "Lorenzo Natali", principale ingresso alla città da est. Disponeva di una doppia fortificazione con pianta centrale, di cui oggi rimangono tracce. Nei pressi era situato l'ospedale di San Matteo dei Bastardi, tale portale venne modificata dopo il 1703 con un grande aspetto monumentale in stile barocco, caratterizzato da un fronte raffigurante lo stemma civico dell'Aquila e i quattro santi patroni della città, insieme allo stemma asburgico. Nella pianta del Fonticulano la porta aveva una caratteristica medievale sormontata da una grande torre merlata, simile alla coeva Porta Leoni.

- Porta Tione: si trova nel locale di San Michele, più a sud di Porta Bazzano, e si trova sopra un'altura di questo quartiere, in posizione molto elevata rispetto alle altre porte di accesso. Tale porta conserva ancora l'aspetto medievale, con un fornice ogivale, sormontato da una torretta, modificata dopo il 1703 con una decorazione a lanterna.

- Porta di Bagno: si trova in via Campo di Fossa, a sud di Porta Tione, e conserva l'aspetto medievale. Si presume fosse dotata di torretta di controllo che sovrastava l'arco gotico d'ingresso. Nel Novecento è stata murata, ma conserva ancora l'aspetto originale.

- Porta Napoli o San Ferdinando: è una costruzione recente rispetto alle altre porte medievali, e si trova all'estremità meridionale del viale Francesco Crispi. Fu edificata in onore di Ferdinando II delle Due Sicilie che nel 1820 venne a visitare la città, demolendo la chiesa di San Lorenzo dei Porcinari. Costituita da un arco a sesto acuto semplice, in pietra incanalata da lesene, con due bastioni laterali di contenimento a curvature.

### Monumenti civili e villa pubblica
La villa pubblica si trova lungo la porzione di territorio a sud del Quarto, partendo dall'inizio del Corso Federico II e scendendo lungo viale Crispi, delimitata da viale Collemaggio e via Michele Iacobucci, costituendosi in un rettangolo. Vi si affacciano il Grande Albergo del Parco, l'ex Casa del Balilla, il Palazzo dell'Emiciclo e la Casa della Giovane Italiana. Al centro della villa si trova il Monumento ai caduti del 1928, realizzato da Nicola D'Antino e inaugurato alla presenza di Vittorio Emanuele III. L'area della villa è stata realizzata, come la si vede oggi, nei primi anni del Novecento, poiché il campo era di proprietà dei Frati Cappuccini situati nell'ex convento di San Michele, sopra cui nel 1888 fu realizzato l'Emiciclo. 
- Il Monumento ai caduti è una delle prime costruzioni di Nicola D'Antino all'Aquila, dato che è famoso per le opere in stile razionalista delle due statue della Fontana Vecchia di Piazza Duomo e per la Fontana Luminosa. La statua della Vittoria alata in bronzo troneggia sopra un alto piedistallo rettangolare in travertino, ai cui angoli sono addossate delle aquile littorie in bronzo, con le ali rivolte verso l'alto a mo' di fascio.
- Statua della "Montanina": si trova in Piazza IX Martiri, nel cuore del Quarto, ed è stata realizzata intorno al 1928-29 da Nicola D'Antino per riqualificare il Largo XVIII Ottobre. La statua poggia sopra un piccolo blocco di pietra, è realizzata in bronzo e ghisa, e rappresenta una fanciulla in stile classico, che regge una conchiglia da cui scaturisce l'acqua che riempie la vasca.

## Strade e piazze
- Piazza Santa Giusta: principale luogo centrale del quarto, vi si affacciano la chiesa di Santa Giusta, il Palazzo Dragonetti-De Torres, il Palazzo Centi.

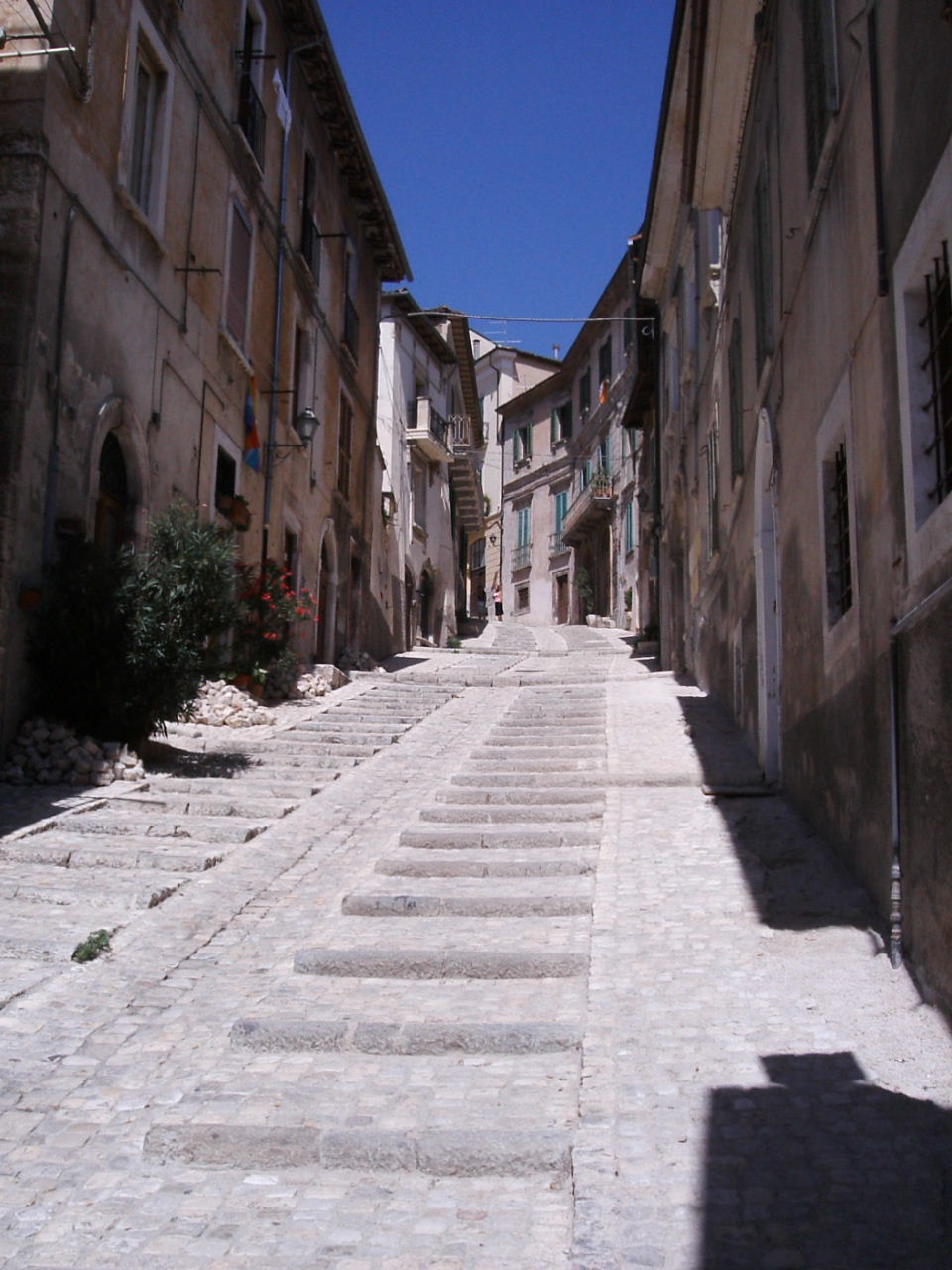
Costa Masciarelli

- Piazza San Flaviano: seconda piazza principale, del locale La Torre, dove si affacciano la chiesa di San Flaviano, e il Palazzo Gagliardi Sardi. Raggiungibile da Piazza Santa Giusta mediante via delle Grazie, via Crispomonti e via Torreggiani.
- Corso Federico II: prolungamento sino agli orti a sud delle mura, del corso Vittorio Emanuele, dopo Piazza Duomo. Il corso sino ai primi anni del Novecento era costituito da edifici semplici porticati, in gran parte abbattuti dagli anni 1930 sino agli anni 1940, per la costruzione di nuove strutture, come, partendo dalla villa pubblica, il Grande Albergo del Parco, poi l'Istituto INPS, un palazzo che oggi ospita momentaneamente la Prefettura e la Provincia, il Palazzo del Cinema teatro Massimo in stile razionalista, degli edifici razionalisti porticati, che vanno a terminare nel Palazzo della Banca (1941), che si affaccia su Piazza Duomo. La piazza, nella parte a ovest, nel locale di San Marco di Pianola, venne modificata con la costruzione di un edificio di via Indipendenza dall'aspetto goticheggiante, con merlature alla ghibellina e finestre bifore, che si accompagna al lato della chiesa delle Anime Sante.

- Corso Vittorio Emanuele: la parte del corso è quella di est, del Palazzo della Banca dell'Adriatico, di Palazzo Cappa Cappelli, da cui partono le strade di via Simonetto, via del Guastatore, via San Flaviano, via Fabio Cannella, e poi dalla parte est di Piazza Duomo, via Cimino, via Dragonetti e via Bazzano, dove si affacciano il Palazzo Cipolloni Cannella e il Palazzo Betti.

- Via Fortebraccio: una delle principali coste costruite dall'architetto Fonticulano, parte da Porta Bazzano, presso il nuovo Terminal "Lorenzo Natali", e termina in Piazza Bariscianello. In origine presso la porta, che si conserva abbastanza bene con gli stemmi asburgici, anche dopo le scosse forti del 1703 e del 2009, si trovava l'ospedale e la chiesa di San Matteo, retta dai monaci Celestini, insieme alla coeva chiesa di Santo Spirito dei Bastardi, che è ancora esistente, sotto via XX Settembre. La strada sale sino alla scalinata di San Bernardino, e vi si incontrano il palazzo Alfieri con il convento della Madonna degli Angeli, il Palazzo Romanelli e la casa Lepore.

- Costa Masciarelli: coeva di via Fortebraccio, sale in Piazza Duomo sempre partendo da Porta Bazzano, seguendo un'altra strada. Caratterizzata da case cinquecentesche e dalla scalinata "a costa" o spina di pesce.
- Viale Francesco Crispi: nuova strada esistente sin dai primi del Novecento, ma divenuto il corso principale di un piccolo quartiere residenziale sviluppatosi dagli anni 1920 sull'area del Campo di Fossa. In precedenza era la strada che da Porta Napoli collegava direttamente mediante il corso Federico II alla Piazza Duomo. Vi si affacciano varie case in stile eclettico, la chiesa di Cristo Re e la Casa della Giovane Italiana, sede del "Gran Sasso Science Institute".

## I castelli del quarto

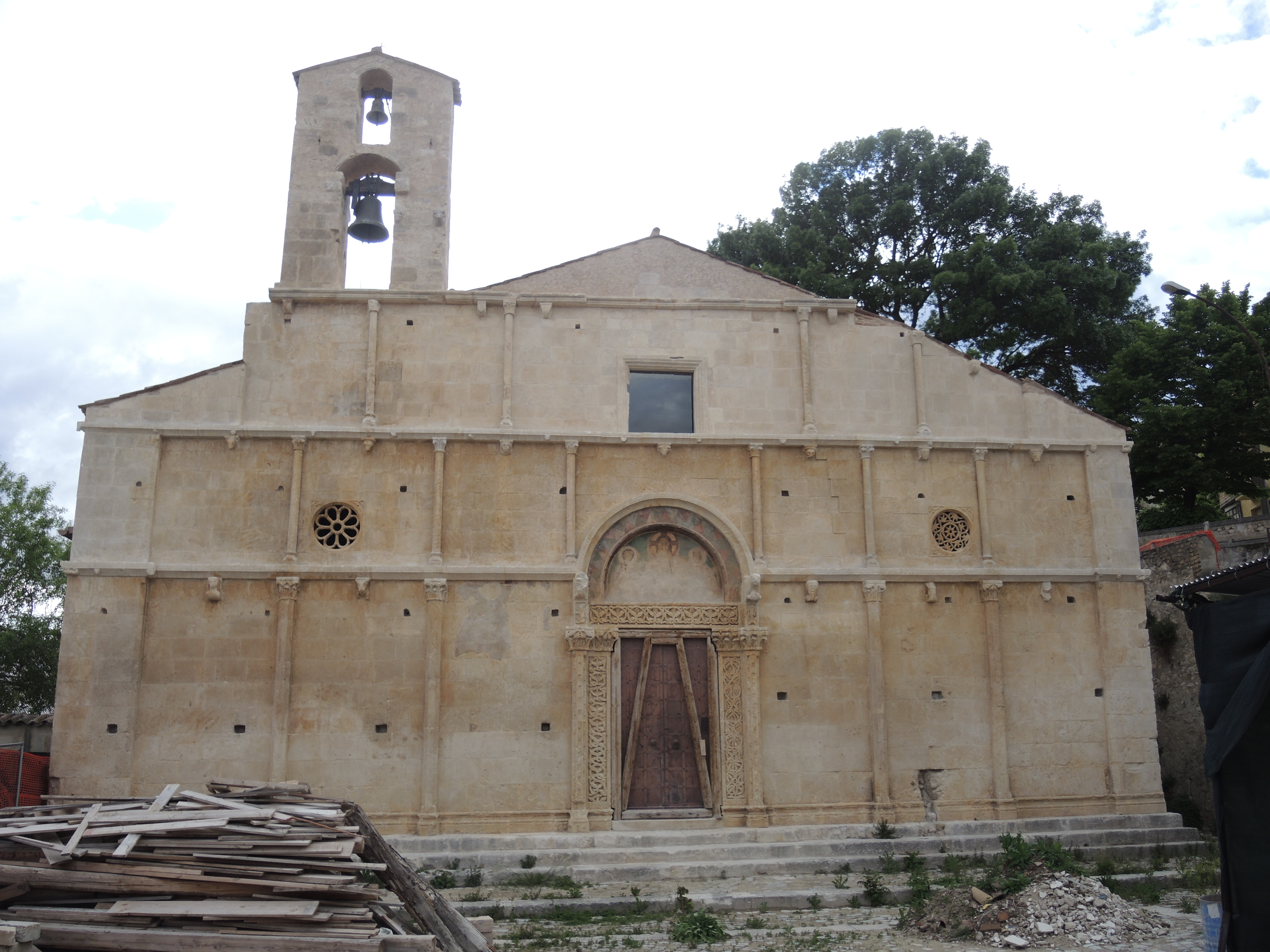
Santa Giusta in contrada Bazzano

Tra i castelli che fondarono il quarto ci sono sia frazioni aquilane che comuni autonomi:
Bagno, Civita di Bagno, Bazzano, Beffi, Campana, Fagnano Alto, Fossa, Goriano Valli, Monticchio, Ocre, Rocca di Mezzo, Rocca di Cambio, Sant'Eusanio Forconese, San Demetrio ne' Vestini, Villa Sant'Angelo. Tra le varie frazioni del quarto spiccano le maggiori:
- Bagno: la parrocchia di Santa Maria di Bagno e la vecchia Cattedrale di San Massimo nel sito archeologico di Forcona (VII secolo), a Civita di Bagno. Il centro è composto da più nuclei, tra i quali Bagno Grande, Civita di Bagno e Vallesindola.
- Bazzano: chiesa di Santa Giusta fuori le mura (XIII secolo): il nucleo storico si trova sopra un colle, e negli anni 1960 è stata realizzata una zona industriale, che unisce i territori di Onna e Paganica.
- Monticchio: chiesa di San Nicola di Bari. Il piccolo nucleo è molto vicino a Onna e alla zona industriale di Bazzano.